# 丹後ちりめん

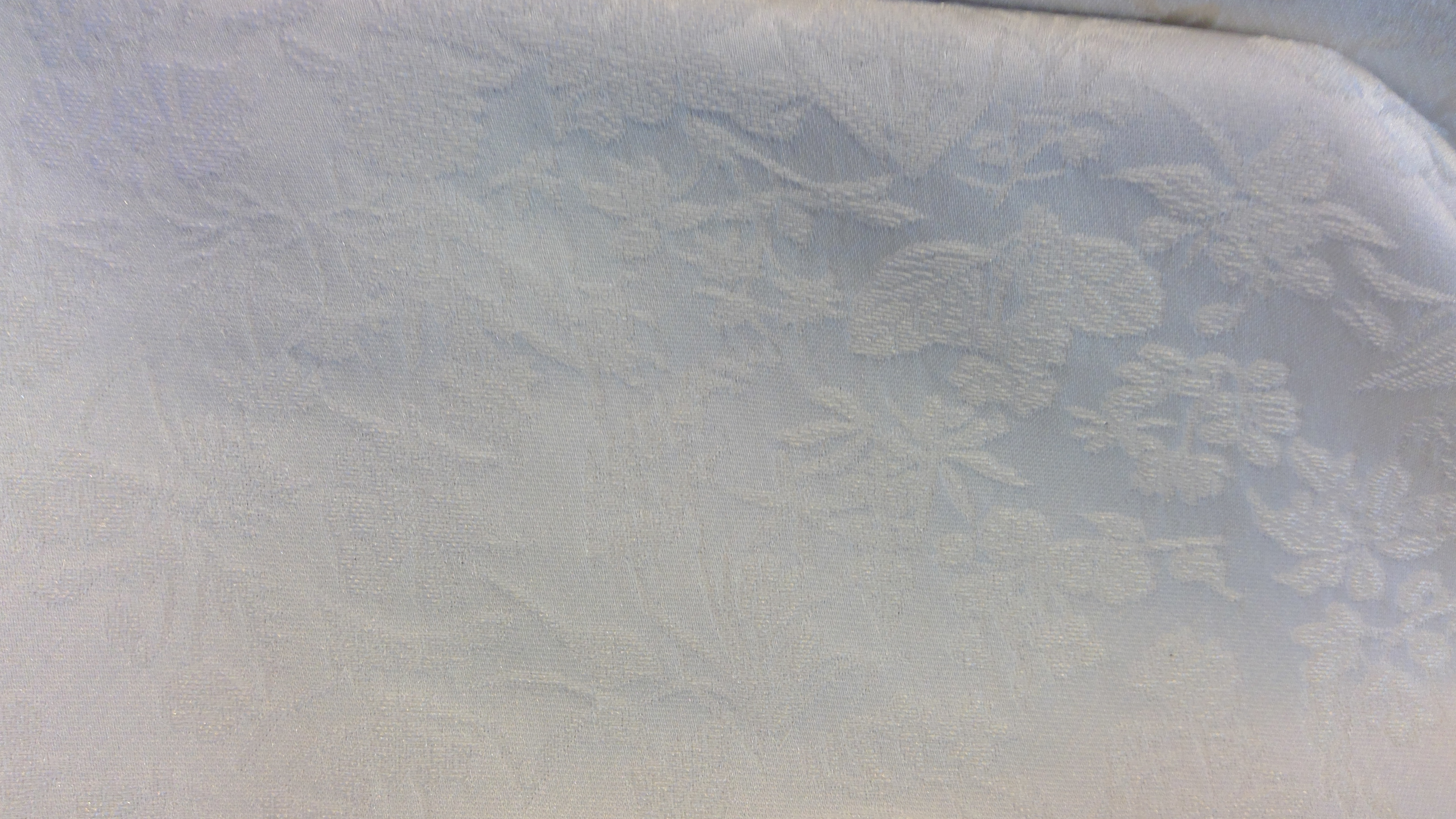
丹後ちりめんで一般的な後染め織物の布地。生糸で反物を織りあげてから精練・染色する。

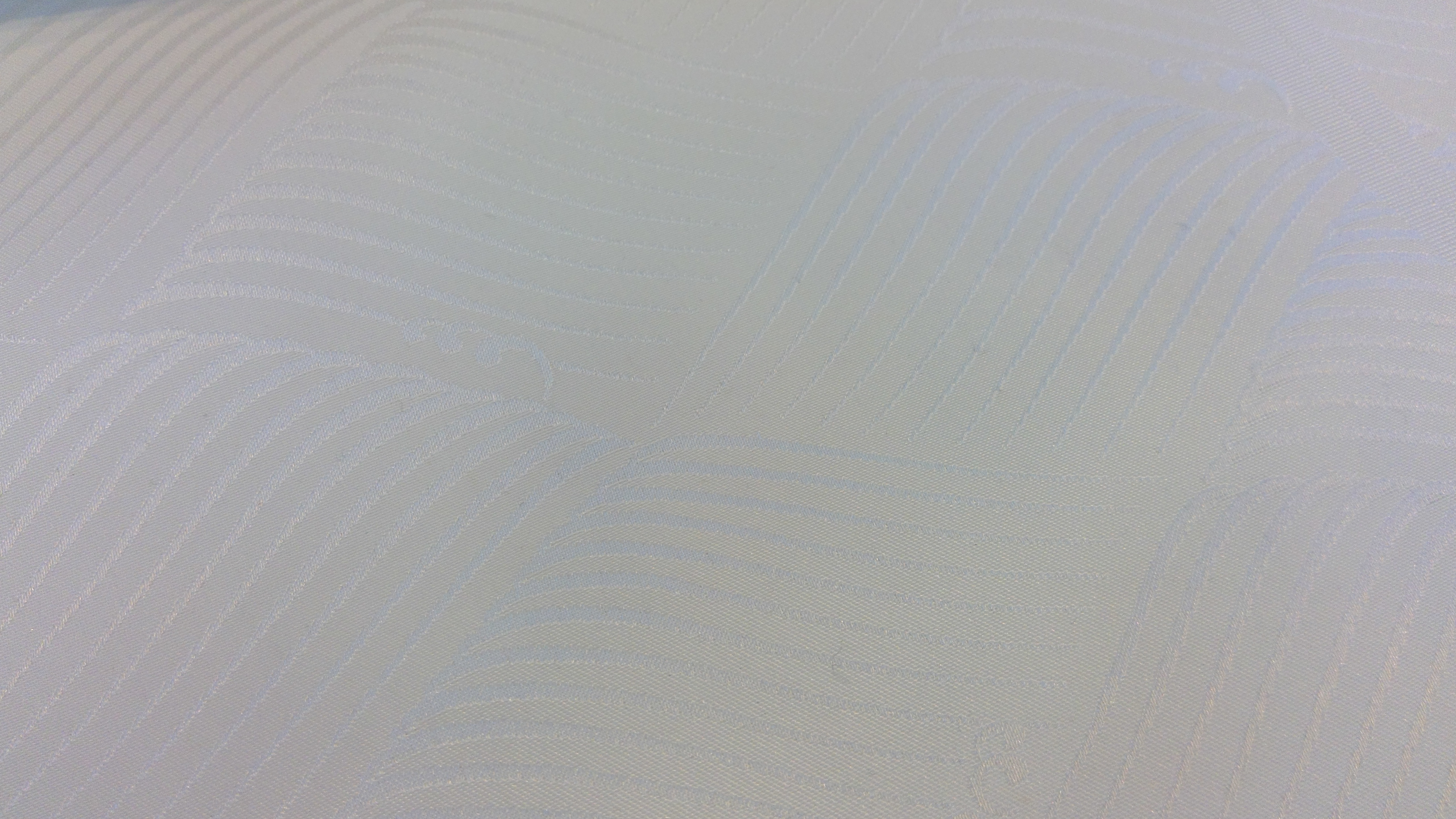
丹後ちりめん「紋綸子ちりめん」の生地。

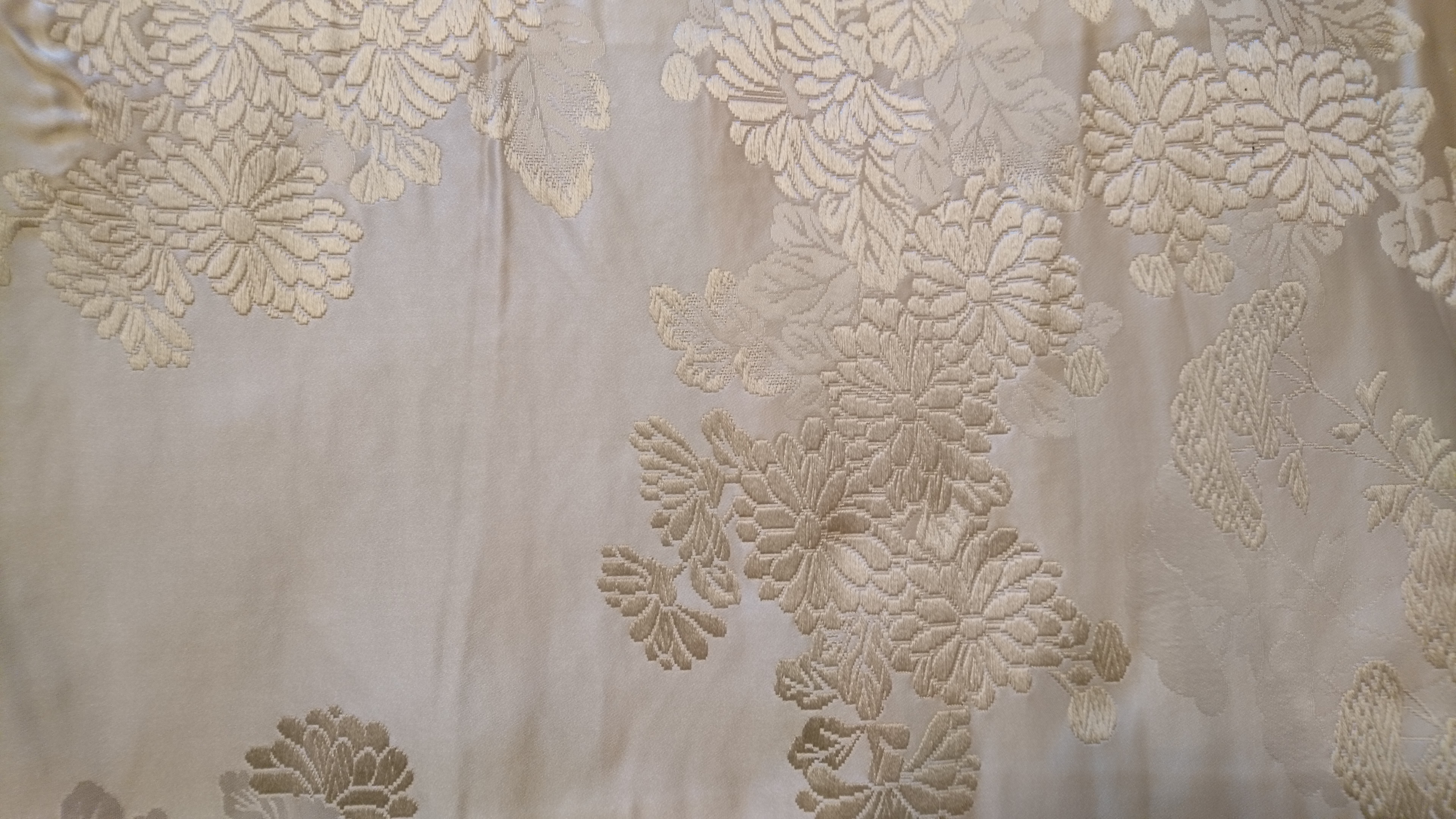
丹後地方で製織された染色していない西陣織の帯生地。帯の裏地に使用されていた。

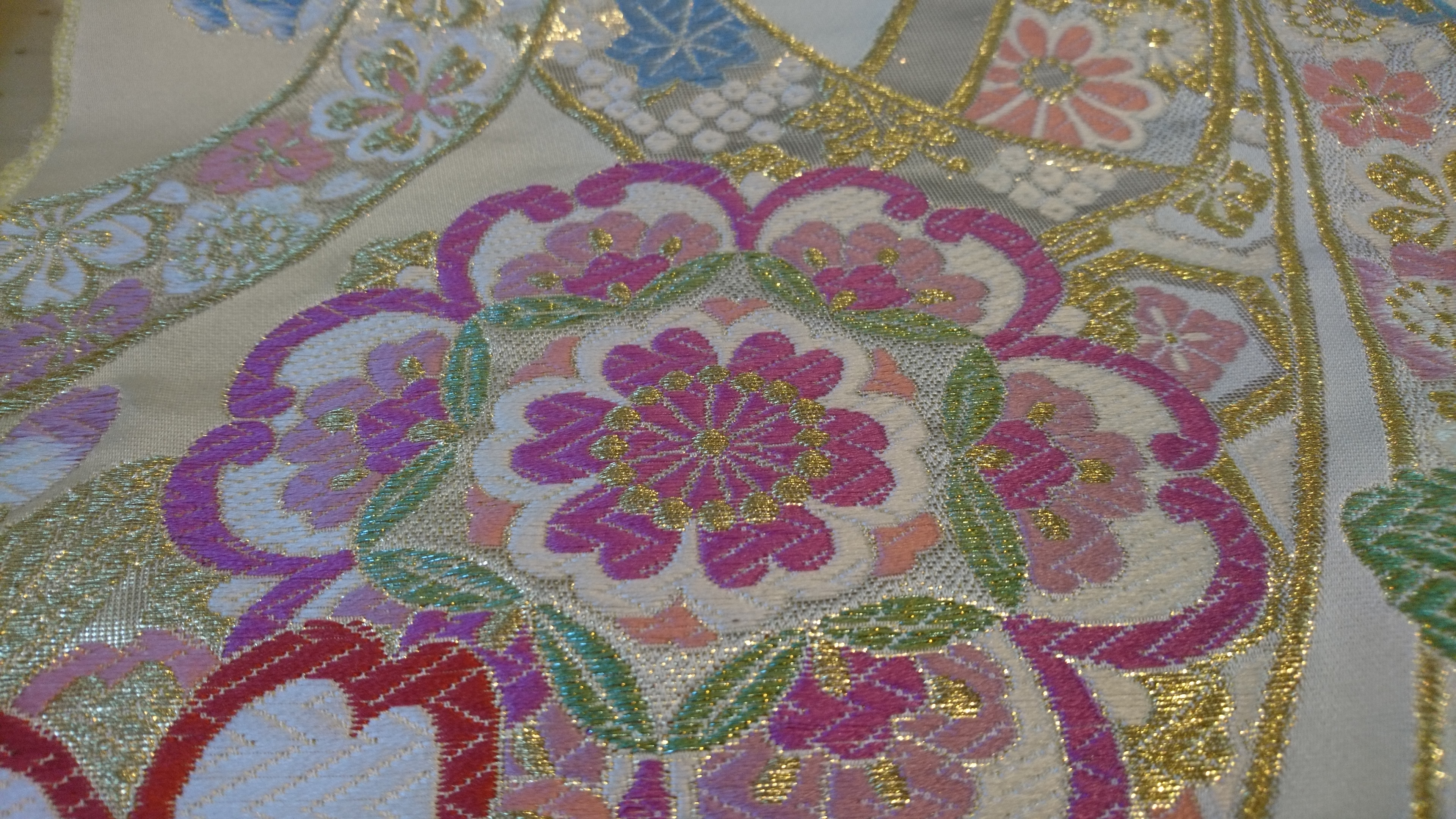
西陣織の帯などに使用される先染め織物の布地。生糸を精練・染色してから織り上げる。

丹後ちりめん（たんごちりめん）は、京都府北部の丹後地方特有の撚糸技術を用いた後染め絹織物であり、広義では丹後地方の絹織物全般の代名詞である。
主な産地は京丹後市、与謝郡与謝野町。丹後地方は、日本国内の約1/3の絹糸を消費して和装・洋装生地に使用し、和装地では、国内に流通する6–7割を生産する日本最大の絹織物産地である。
2017年（平成29年）4月、文化庁により、地域の歴史的魅力や特色を通じて日本の文化・伝統を語るストーリー「日本遺産」の「丹後ちりめん回廊」を構成する文化財のひとつに認定された。

## 概要
丹後ちりめんは、京都府北部・丹後地方の峰山および加悦谷地域において、1720年–1722年（享保5–7年）にかけて創織された絹織物を発祥とし、21世紀初頭において日本国内最大のシェアを持つ絹織物である。京の西陣のお召ちりめんを原形とするも、独自の発展を遂げ、明治期に導入したジャカード織機による紋ちりめんが主流となった。丹後ちりめんに代表される機業は、農家の副業として、あるいは専業で、最盛期には4割以上の世帯が従事した地場産業に成長した。その過程では、ちりめんの原材料となる生糸の生産のための養蚕や、それにともなう様々な信仰、ちりめんの生産工場である機屋の誕生、ちりめんを迅速に輸送するための鉄道の敷設など、様々な風俗習慣や文化が生まれ、町の近代化が促進された。その一部は祭や民謡などの形で、21世紀初頭においても引き継がれている。丹後ちりめんは、昭和40年代のガチャマン景気で全盛期を迎えたが、生糸の一元輸入措置や洋装化に伴って衰退し、21世紀初頭には全盛期の4分の1程度にまで規模を縮小した。設備の老朽化と、技術者の高齢化及び後継者不足という課題を抱える一方で、新たな素材の使用や、洋装や小物などへの用途の拡大を図り、日本の和装業界以外や、海外市場への販路拡大も目指している。

## 特徴
丹後ちりめんは、1メートルあたり3,000回程度の強い撚りをかけた緯糸（よこいと）を使って織る。製織後、生糸の表面を覆うセリシン（膠質）を精練で取り除くことで、撚糸が収縮し、撚りが戻ろうとする力で生地の表面にシボと呼ばれる凹凸が生まれる。シボはシワを防ぎ、絹の持つ光沢を際立たせ、一般の絹織物には出せないしなやかな肌触りや、染めつけの良さ、光を乱反射することにより豊かな深い色合いを作り出す。その性質から縮むという欠点があったが、昭和30年代以後には縮みにくい縮緬の研究が進んだ。従来は白生地のまま京都市・室町の問屋に出荷され、丹後地方以外で染色や縫製がなされて製品とされることが多かったが、近年は染色加工や地元・丹後の染色家による友禅染めなども行われ、「最高級の織と染の総合産地」をめざす改革が行われている。
丹後ちりめんの技法は、絹織物だけでなく、レーヨンやポリエステルなどの化繊素材にも応用されている。
日本のちりめん産地はほかに、1752年（宝暦2年）に丹後ちりめんから技法が伝わった滋賀県長浜市の浜ちりめんがある。発祥は丹後ちりめんだが、今日の丹後地方では、明治期から導入されたジャカードを使用した紋ちりめんが主流となり、昔ながらの無地ちりめんを主流とする浜ちりめんと比して、紋ちりめんが丹後ちりめんの特徴とみなされている。
紋ちりめんには、定番の柄だけで現在1,000以上の種類がある。丹後の織物は家内工業が中心で、1戸あたりの従業員数は戦前で3–10人、戦後は2–2.5人程度と小規模であり、1軒の機屋が大量に製織することも多品種を製織することも困難であった。最盛期には1万戸を超えた機屋の創意工夫によって生まれた種類の多さも、丹後ちりめんの特徴のひとつに数えられる。

## 種類

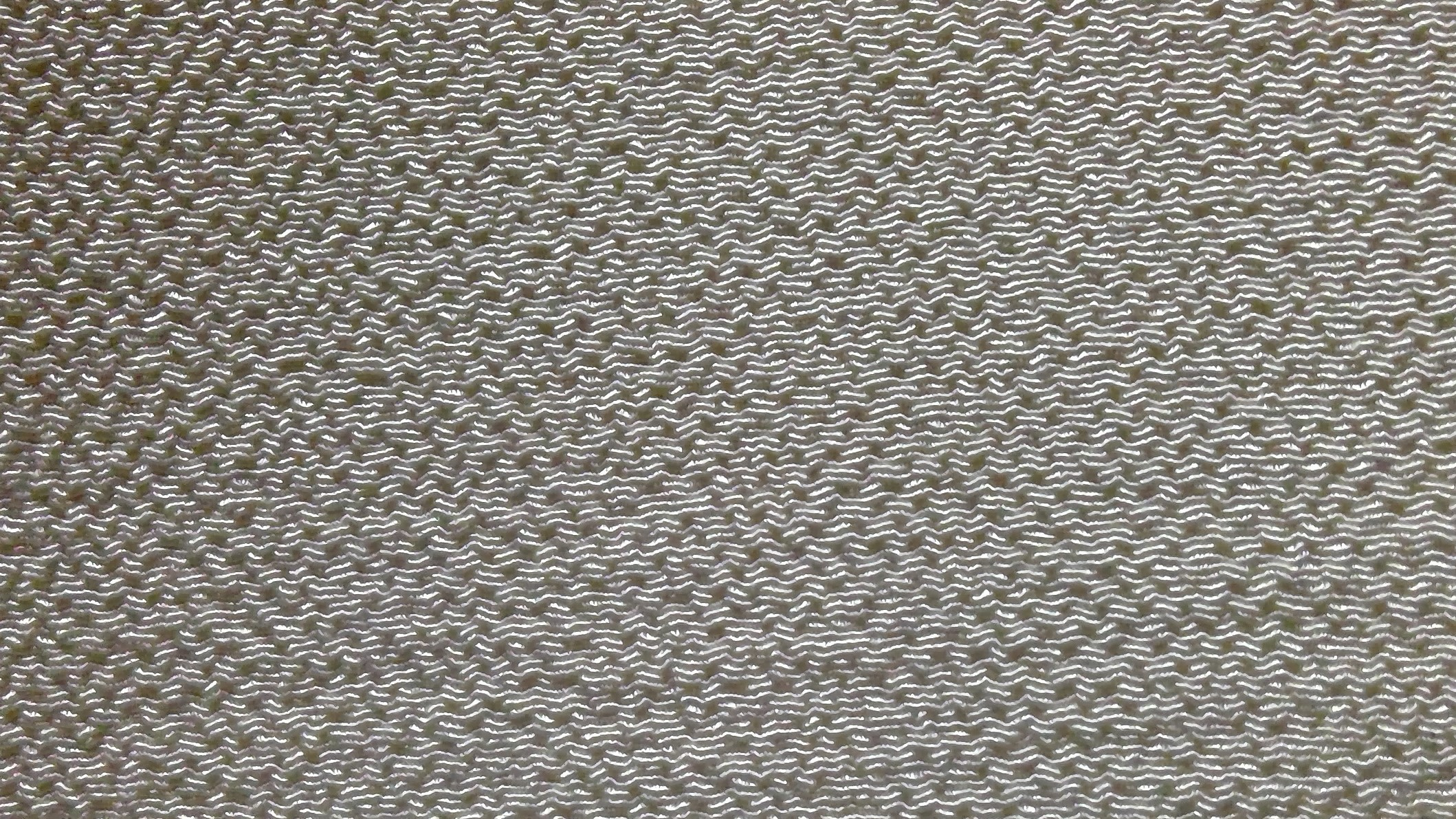
丹後ちりめんの「古代縮緬」

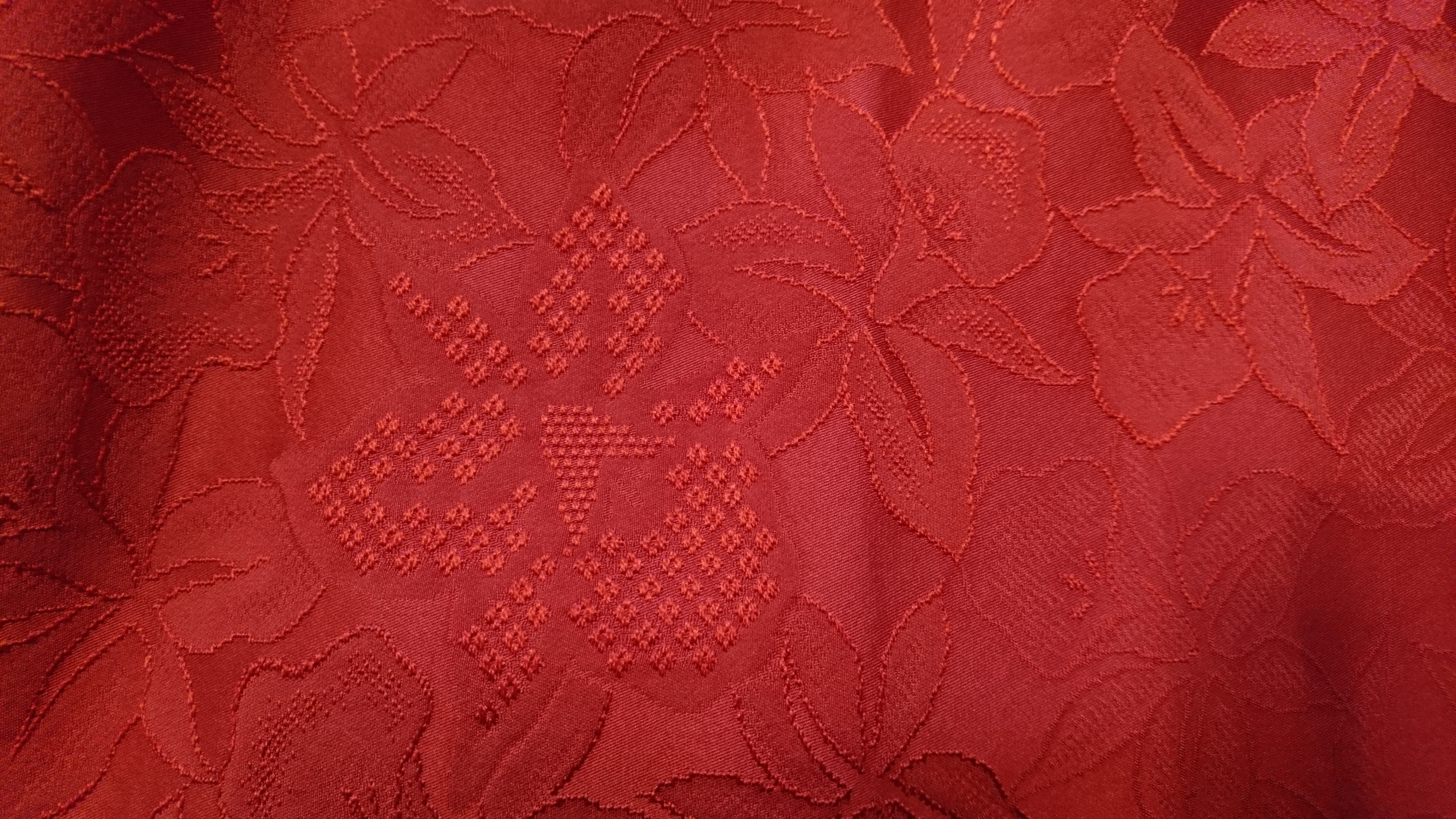
丹後ちりめんの「朱子織り」（染色後）

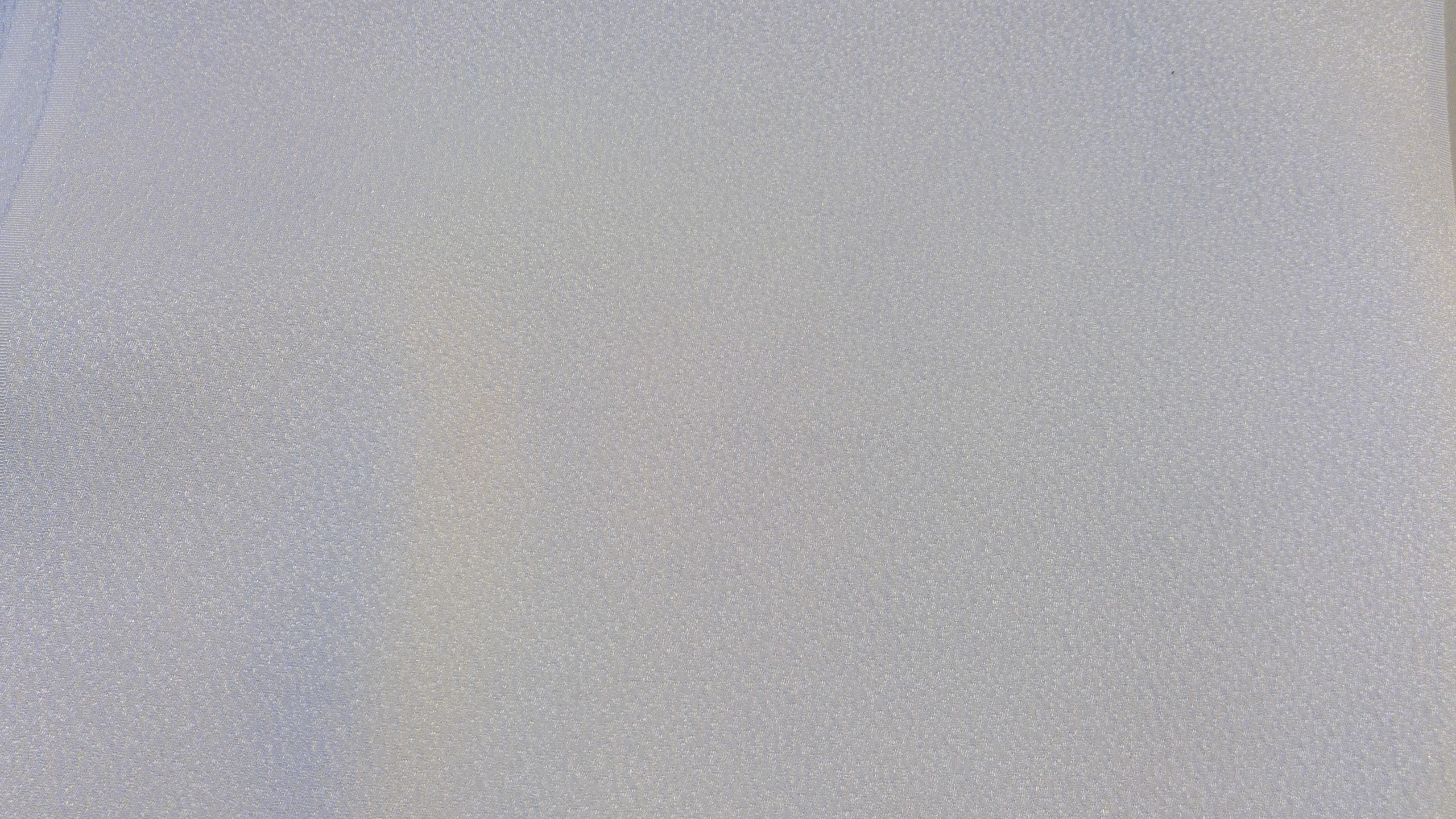
「絽ちりめん」（正絹）夏向きのシースルー生地。草木染にも適する。

後染め正絹織物である丹後ちりめんの白生地の大部分は、和装用の着尺地で、大きく2種に分けることができる。平組織の「無地ちりめん」と、紋組織の「紋ちりめん」で、現在の丹後ちりめんは、全体の2割程が無地ちりめん、8割を紋ちりめんが占める。
無地ちりめんの代表格は「変わり無地ちりめん」「変わり三越ちりめん」などで、紋ちりめんの代表格には「紋意匠ちりめん」「朱子意匠ちりめん」がある。

### 技法による種類
変わり無地ちりめん
1957年（昭和32年）に開発されて以来、現在まで無地ちりめんの主流製品となっている。湿度の影響を受けやすい一般的な縮緬の欠点である縮みを軽減し、シワができにくくした縮緬。緯糸に、強撚糸に他の撚糸や生糸を絡ませるなどして1本にした「変わり撚糸」を用いる。糸の撚りのちがいによる縮みや左右の変わり撚りの戻りによって、織物全体が縮む率を軽減させている。
一越ちりめん
伝統的な丹後ちりめんで、シボが美しく、柔らかい風合いを醸し出す縮緬。経糸に平糸を用い、緯糸に右撚りの強撚糸と左撚りの強撚糸を1本ずつ交互に織り込む。
古代ちりめん
一越ちりめんよりシボが大きく、色無地などに使用される縮緬。古代の白生地に似た風合いのためこう呼ばれるが、シボが大きいことから「鬼シボちりめん」ともいう。緯糸に右撚りの強撚糸と左撚りの強撚糸を2本ずつ交互に織り込むことから、「二越ちりめん」ともいう。
紋綸子ちりめん
綾織りの表と裏を使いわけて紋様を出した縮緬で、重目のものは訪問着などの高級着になり、軽目のものは襦袢地に使用される。
紋意匠ちりめん
よこ糸を二重にすることで、地紋の変化と深みを表現した縮緬。染め上げると立体感があり、無地染めやぼかし染めに人気がある。1968年（昭和48年）頃に主流となり、その後、他の縮緬に人気を奪われるが、2017年現在ふたたび、丹後ちりめんの大半はこの紋意匠ちりめんが占めている。
縫取ちりめん
生地に金糸や銀糸、ラメ糸、漆糸などの装飾糸を使いわけて、模様を織りだした華やかな縮緬。打掛や振袖など、とくに豪華な和装に使われる。
駒綸子ちりめん
1962年（昭和37年）に開発された。経糸に駒糸とよばれる強撚諸撚糸を用い、比較的シワができにくい生地となっている。織りで表現される地紋を活かした染め着物の生地で、光沢があり、シャリッとした風合いが持ち味。全盛を極めたのは1964年（昭和39年）頃だが、現在もファンが多い。
五枚朱子ちりめん
「どんすちりめん」とも呼ばれる。表面に綺麗な光沢をもつ縮緬で、華やかな中振袖や若者向けの付下げなどに使われる。1985年（昭和60年）頃に流行した。
朱子意匠ちりめん
紋意匠と五枚朱子の中間的な縮緬で、双方の特徴を併せ持つ。染め付きがひじょうに良く、厚めのためシワができにくい生地。
絽・紗ちりめん
シースルーで通気性に優れた夏向きの生地。生糸100%で織られる。
金通しちりめん
縮緬地に金糸を織り込んだもの。丹後ちりめんは染色性に優れるものの、金糸は染まらずそのままの光沢を放つ。
銀通しちりめん
縮緬に銀糸を織り込んだもの。
このほか、変わり撚糸を用いて織られた古代ちりめん「変わり古代ちりめん」、「銀無地ちりめん」、「綸光ちりめん」など、経糸と緯糸の様々な組み合わせにより多様な種類がある。

### 素材による種類

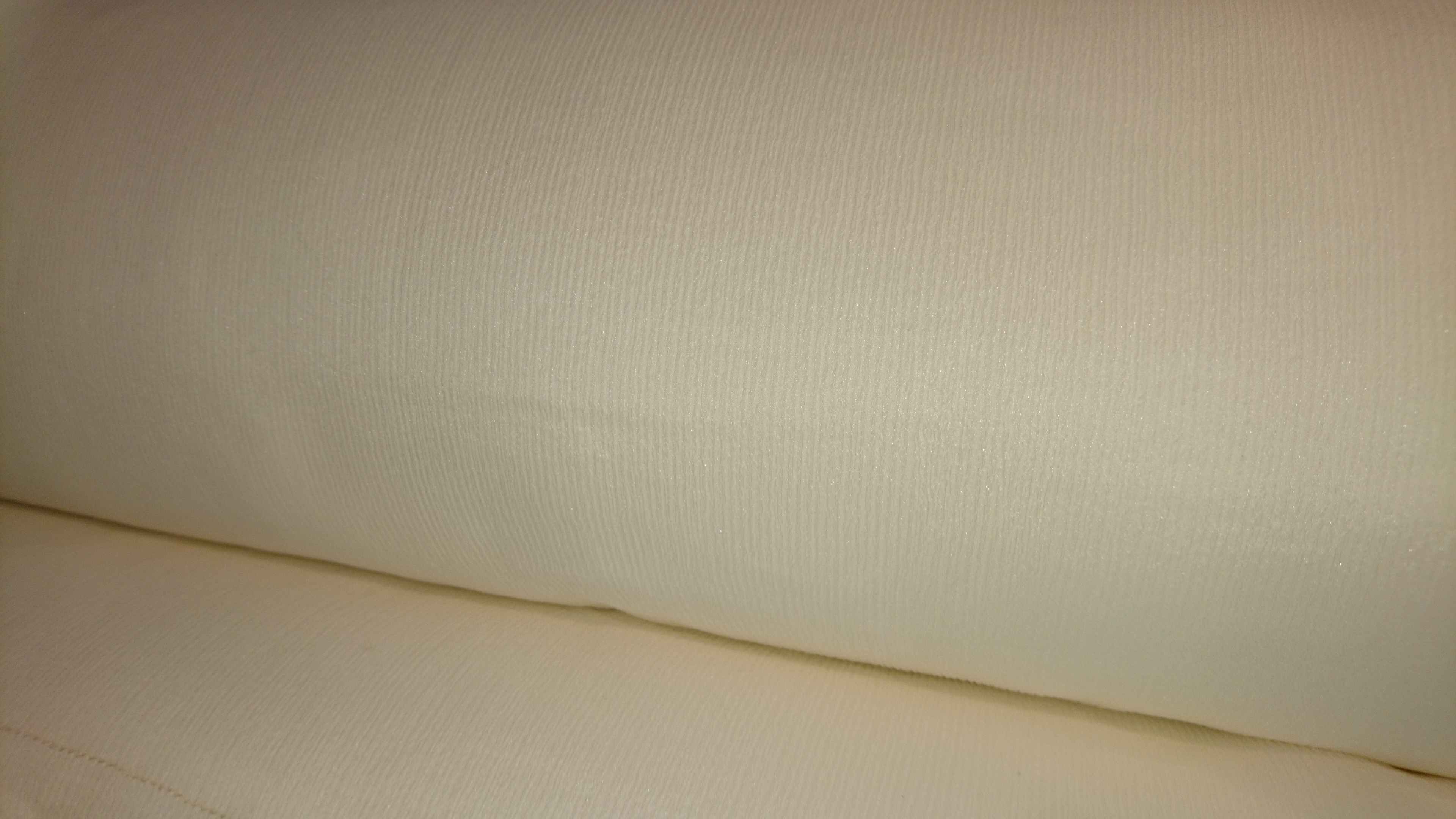
丹後ちりめんの浴用タオルの布地。シボ部分の横糸に絹糸を使用し、経糸にポリエステル糸を使用している。

ポリエステルちりめん
豊かなドレープが美しく、シワになりにくいうえに速乾性を備えているので、洋装のほか、旅装などに重宝される。
シルクちりめん
和装で培われた丹後ちりめんの撚りの技法を活かし、軽くしなやかに仕上げた現代的な絹織物。
複合素材
丹後ちりめんの伝統的な技法を用いながら、異なる素材との組合せによって多様な表情を見せる、用途にあわせた実用性や、織り手独自の風合いを実現した先進的な生地。

### 特殊加工
丹後織物工業組合の直営工場などでは、製織技術の向上に加え、丹後ちりめんの機能性や需要を高めるための様々な研究開発を行っている。
耐スレ加工（ハイパーガード）
黄変防止加工（サニーライク加工）
1985年（昭和60年）8月、研究成果が確認された。
防菌・防臭加工（ハイジ加工）
鳥インフルエンザウイルス不活性化加工
京都府のECO-EVER特許加工「繊維構造物の抗ウイルス加工法」（特許第4832573号）を用いて製品化した、抗菌・抗ウイルス機能をもつ丹後ちりめん製品。ポリエステル/綿素材では、鳥インフルエンザウイルスH5N2型を99.95パーセント減少させる。また、黄色ブドウ球菌、肺炎桿菌、SARSコロナウイルス2も減少することが確認されているほか、酢酸ガス濃度を94.3パーセント低下させる消臭効果も確認されている。

### 過去の丹後ちりめん
綿ちりめん
開国を機に、海外に生糸が輸出され国内価格が高騰したのと同時に、外国から安価な綿糸が大量に輸入されるようになった時代の変化を受けて、1867年（慶応3年）に口大野村（現・京丹後市大宮町口大野）のちりめん商人・蒲田善兵衛が考案した。経糸に生糸、緯糸に綿糸を用いたもので、安価なことで販路を得、明治期前半から順調に販路を拡大・増加していったが、大正期前半の粗製濫造によって姿を消した。
絹紡ちりめん
1886年（明治19年）、島津村（現・京丹後市網野町島津）の足達祐左衛門が開発した。経糸に生糸、緯糸に死繭の糸やくず生糸を紡績した糸を使用する。生糸と紡績糸と半量ずつ撚り合わせて緯糸とした「半紡ちりめん」と、緯糸に紡績糸のみを使用した「丸紡ちりめん」の2種類が作られた。安価な縮緬として消費者に支持され、明治期後半から大正期前半にかけて丹後ちりめんの主流となった。
（旭織）
1893年（明治26年）、加悦町加悦（現・与謝野町加悦）の梅田利助の名で特許登録されている実用織物。撚らない糸を織り込んで凹凸を演出する「ちりめん風の」織物で、強撚糸を用いていないので厳密にはちりめんではないが、安価で量産できることから幅広い用途でこの時代に大きな需要があった。
絽ちりめん
1905年（明治38年）、加悦町加悦奥（現・与謝野町加悦奥）の細井三郎助が開発した。搦織（からみおり）、または捩織（もじりおり）と呼ばれる技法で、経糸1本にさらに1本の糸をからませた2本1組の糸を用い、緯糸1本または数本ごとに位置を変えることで絡み目によって緯糸方向に透き間を作って織り上げる。昭和初期まで流行し、現在も夏物のちりめんとして製織されている。
縫取ちりめん
1925年（大正14年）、野田川町三河内（現・与謝野町三河内）の加藤忠治が開発した。京都の山口善三郎によって考案された精練にも耐える金糸や銀糸などの装飾糸を用いて、模様を縫い取りした豪奢な縮緬で戦前及び昭和のバブル期に流行した。丹後ちりめんの高級品というイメージを決定づけたちりめんで、現在も製織されている。
織りや素材の組み合わせにより作られた丹後ちりめんの種類は、1932年（昭和7年）に丹後縮緬工業組合が作製したパンフレットで確認できるものだけでも95種類にのぼる。かつては、高級な着物はまず白生地を選び、好きな絵柄に染色するものであったので、白生地にも差別化が求められ、機屋ごとの特色を活かした少量多品種生産が、組合によって統括された。

## 製法

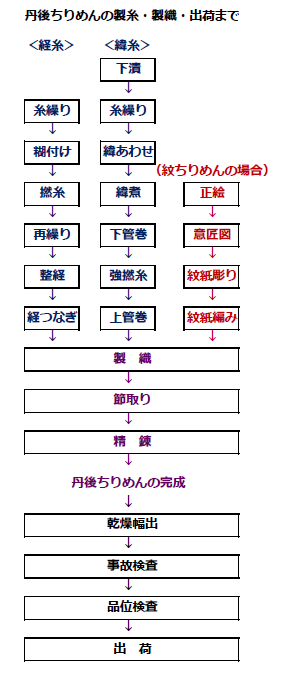
丹後ちりめんの製糸・製織・出荷まで

無地ちりめんは、経糸と緯糸それぞれに異なる次の工程を経て、製品となる。
経糸
1. 糸繰り - 小さな枠に糸を巻き取る。
2. 糊付け - 糸を撚り合わせながら糊をつける。
3. 撚糸 - 数本の糸に撚りをかける。
4. 再繰り - 再度、小さな枠に巻き取る。
5. 整経 - 経糸の幅や糸数を整える。
6. 経つなぎ - 新しい経糸をつなぐ。
7. 製織 - 経糸に緯糸を織り込み、生（き）ちりめんをつくる。
8. 節取り - 生ちりめんの検査を行い、キズがあれば修正する。
9. 精練 - 不純物を取り除き、柔らかな布地にする。
10. 乾燥幅出 - 乾燥させ、幅や長さを整える。
11. 事故検査 - キズや汚れがないか調べる。
12. 品位検査 - 合格か不合格かを決める最終検査を行う。

緯糸
1. 下漬 - 糸に油をつけて柔らかくする。
2. 糸繰り - ボビンに糸を巻き取る。
3. 緯（ぬき）あわせ - 数本の糸をまとめて枠に巻く。
4. 緯煮（ぬきだき） - 湯の中で煮て、糸を柔らかくする。
5. 下管巻 - 撚糸のための管に巻く。
6. 撚糸 - 八丁撚糸を用い、強い撚りをかける。
7. 上管巻 - 織るための管に巻く。
8. 製織 - 上記経糸の項目の7以降にあたる。

紋ちりめんは、無地ちりめんの工程の製織前に次の工程が追加される。1988年（昭和63年）以降はコンピュータジャカードが普及し、紋紙も電子データ化されている。
1. 正絵（しょうえ） - ちりめんの柄のもととなる図案を用意する。
2. 意匠図 - 正絵をもとに、織物の設計図となる意匠絵を描く。
3. 紋紙彫り - 意匠図をもとに、紋紙を彫る。
4. 紋紙編み - 紋紙をつづりあわせ、長いループ状につなぐ。
5. 完成した紋紙を織機の上部にあるジャカードに装着し、生ちりめんを織る。製織後の工程は、無地ちりめんと同様である[30][31][32]。

## 歴史

### 発祥
丹後地方は、古来うらにしと呼ばれる季節風の影響で「弁当忘れても傘忘れるな」と言い継がれるほど雨や雪の多い湿潤な気候で、乾燥すると糸が切れやすくなる絹織物の生産に適していた。内陸部では少なくとも奈良時代から絹の生産が行われており、正倉院には丹後国竹野郡（現在の京丹後市弥栄町）に住む車部鯨（くるまべのくじら）という人物から朝廷に納められた絁（あしぎぬ）が残されている。さらに南北朝時代の『庭訓往来』に記された丹後精好（たんごせいごう）、江戸時代初期には紬や撰糸（せんじ）などが製織され、名産となっていたことが『毛吹草』や『日本鹿子』などの記述で確認することができる。織物業は農業とともに、長く丹後の人々の生活を支えてきた。
丹後地方に縮緬の技術が導入されたのは、1720年（享保5年）から1722年（享保7年）にかけてである。「丹後精好」は高品質な絹織物であったとされているが、江戸時代に京都の西陣でお召ちりめんが誕生すると、「田舎ちりめん」と呼ばれて売れなくなった。さらに1680年・1681年（延宝8年・9年）や1717年（享保2年）の凶作飢饉が重なり、丹後地方の人々の生活は極限まで困窮した。延宝の大飢饉（1680–1681年）では、10月23日に降り始めた雪が翌年2月まで続き、積雪は1–2丈を記録し、4軒に1軒がその重みで倒壊した。牛3,000頭のうち1,870頭が死に、当時の人口の約2割にあたる14,816名が餓死したと伝えられている。打開策として機業復興を願い、当時一世を風靡していた縮緬製織に目が向けられたのは当然の帰結であったが、多くの産業技術が各々の産地で秘匿されていた時代であったので、その道は険しかった。

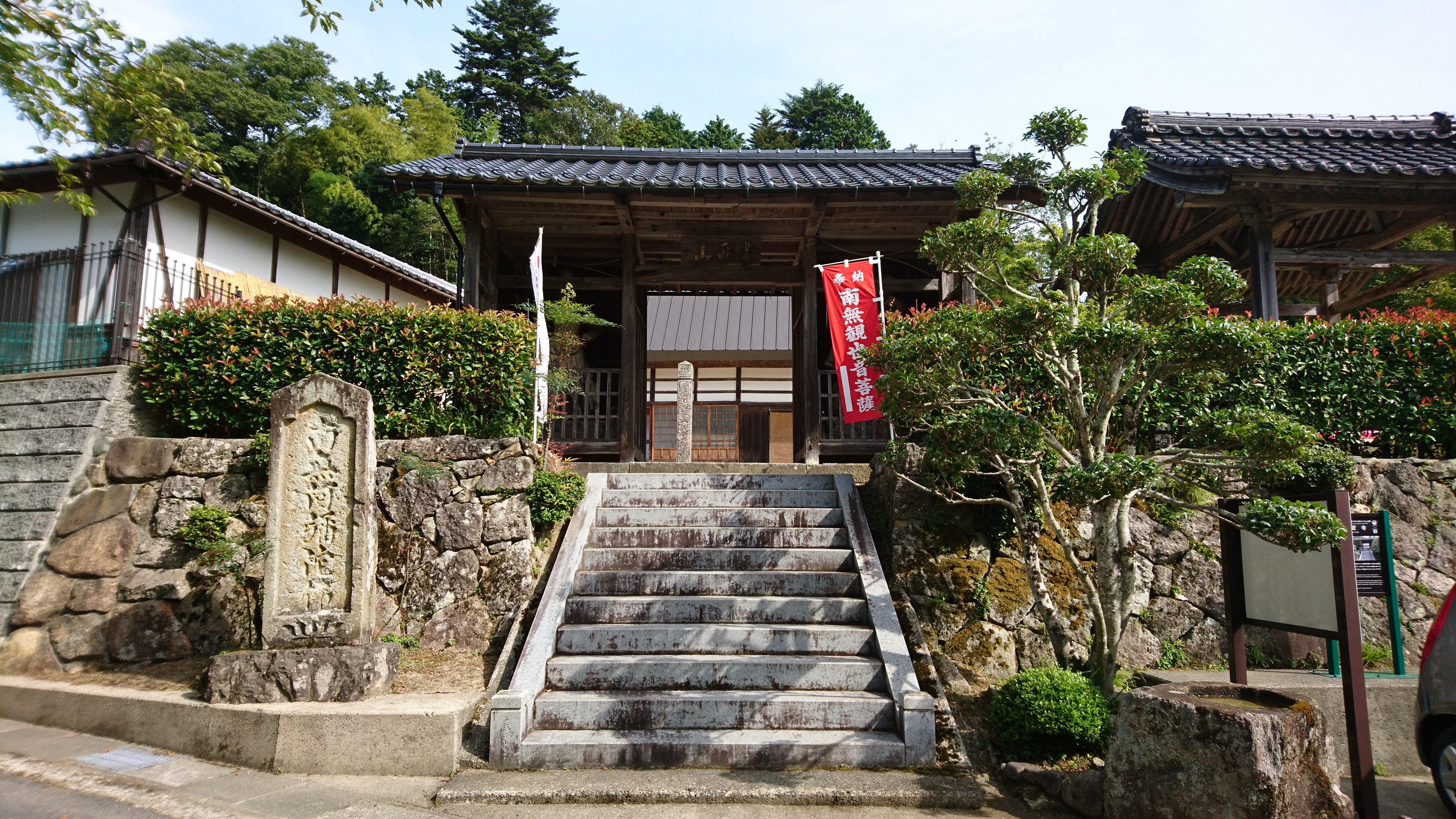
絹屋佐平治、のちの森田治郎兵衛が2度の断食祈願をおこなった禅定寺(京丹後市峰山小西)

そこで、峰山の絹屋佐平治は1719年（享保4年）3月7日から禅定寺の聖観世音菩薩に7日間の断食祈願をし、京都の西陣の織屋に奉公人として入り込むと、お召ちりめんの製織技術を秘かに探った。一度は失敗するが、再び西陣に出向いて糸綺屋に奉公しながら独自に調査・研究を重ね、ついに1720年（享保5年）、故郷に縮緬技術を持ち帰ることに成功する。その技術は、当時、門外不出とされていた撚糸技術である。佐平治は、主人と上番頭以外は一切立ち入りを禁じられた土蔵造りの密室で行われていた糸撚りの秘密を探るため、上番頭に取り入って酒を飲みに外へ連れ出し、何気なしに機の様子を聞き出そうとしたが要領を得なかったため、土蔵に忍び込んで体得したと伝えられる。この際の経緯が、1831年（天保10年）5月に、佐平治の子孫である森田五平衛が織屋仲間にむけて綴った文書に記されている。

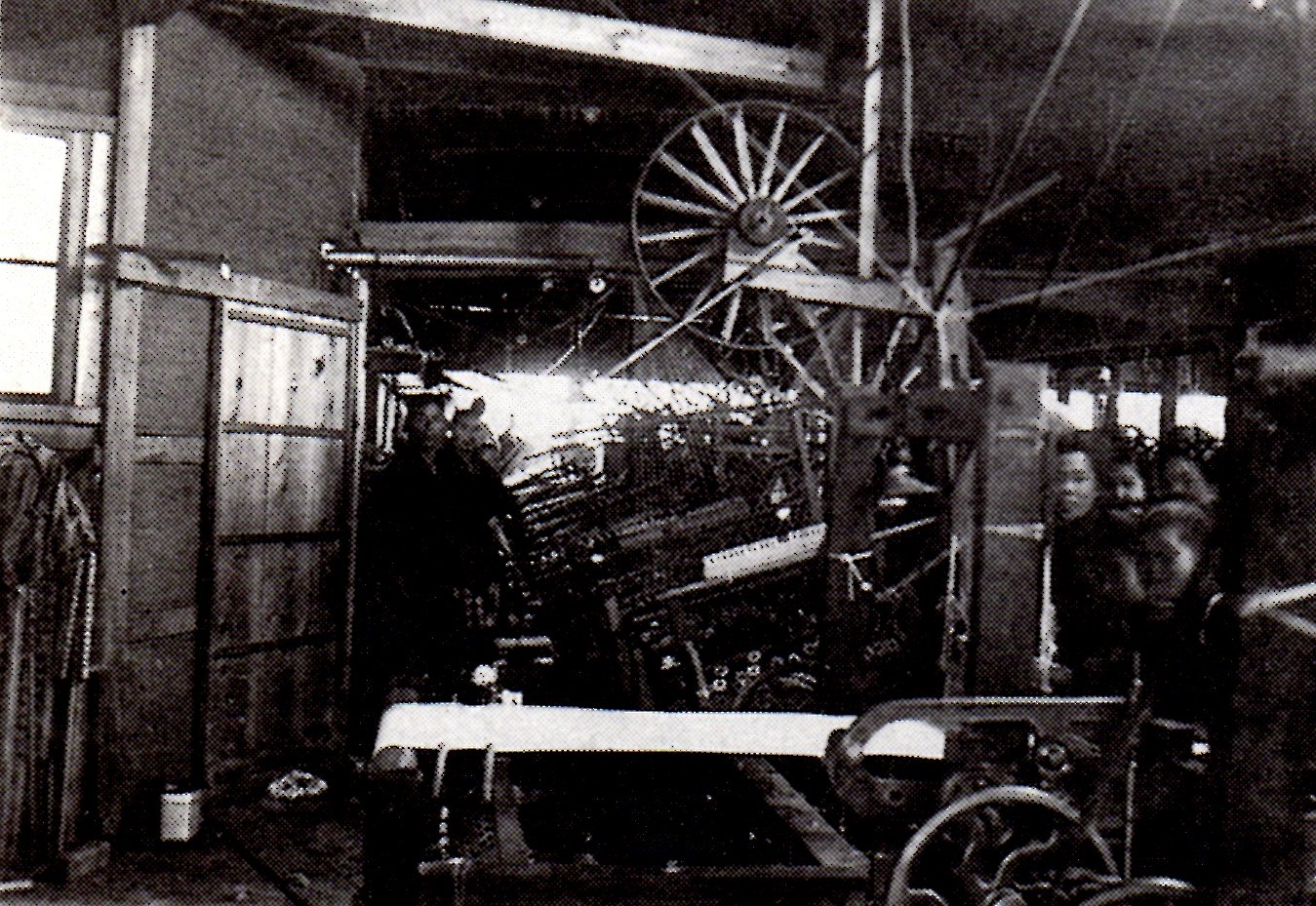
1917年（大正6年）に撮影された八丁撚糸機（中央）

1719年（享保4年）12月の、大晦日に近い頃のことである。夜陰にまぎれて糸綺屋を抜け出し峰山に戻った絹屋佐平治は、記憶を頼りに糸撚り車を組み立てて糸を撚った。その糸を持って再び上京し、実際に西陣の糸と比較して同様の撚糸を生み出すことに成功したことを確認してから、故郷に戻り、製織に着手している。
禅定寺には、1720年（享保5年）4月、佐平治が最初に織りあげたちりめんとされる「縮（ちぢ）み布」と、はじめて使用した糸撚り車あるいは手機機が奉納されたと伝えられているが、現在は「縮み布」のみが寺宝として保管されている。このちりめんは、原形である京のお召ちりめんよりも厚手でシボが高い、重目の織物で、峰山独自の「丹後ちりめん」だった。

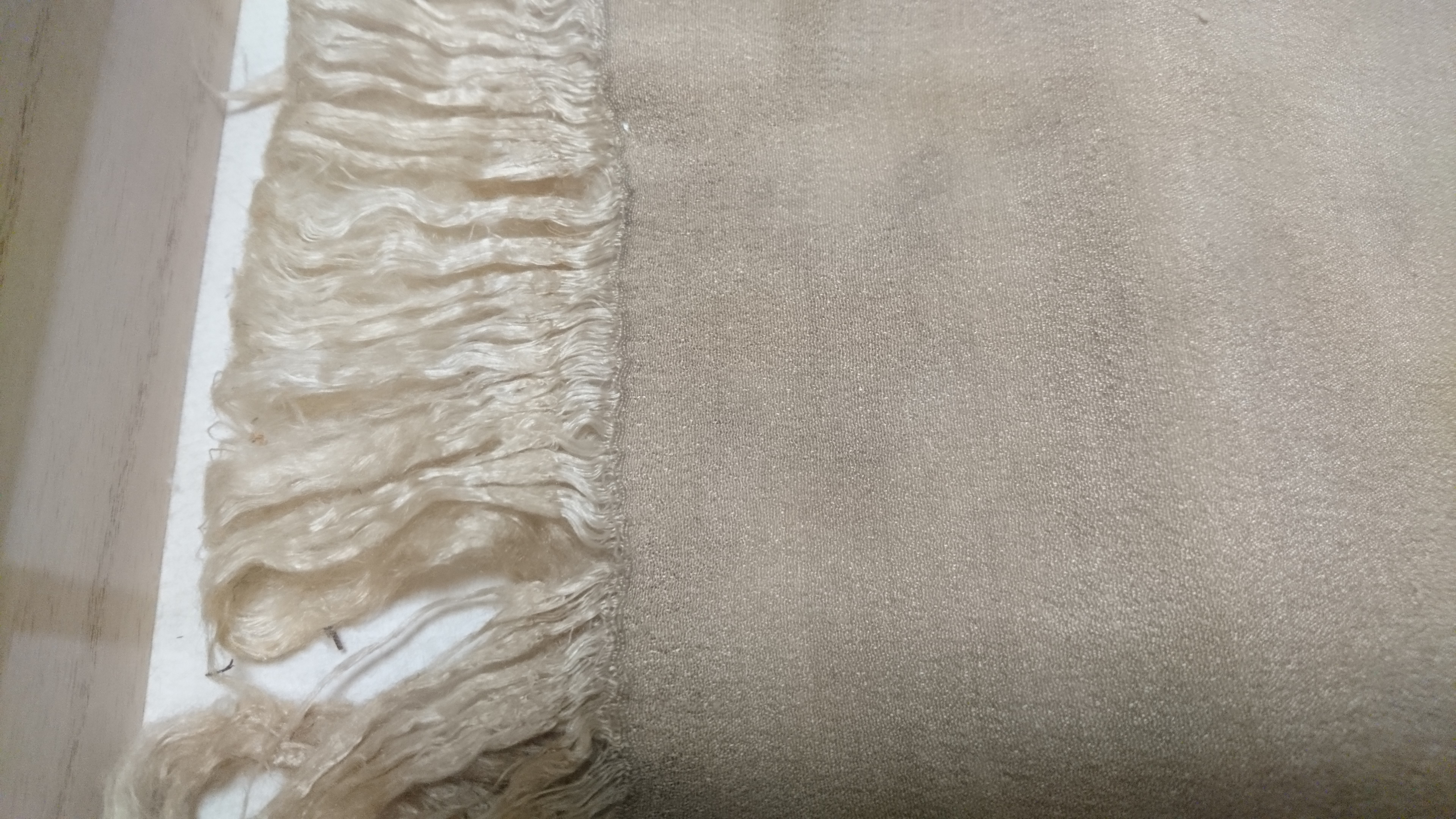
1720年（享保5年）、絹屋佐平治が創織した「丹後ちりめん」（禅定寺寺宝）

まったくの同時期、加悦谷では、京都と丹後を行き来する中間問屋であった後野（うしろの）村の木綿屋六右衛門も機業復興をめざし、日頃から懇意にしていた西陣の織屋に秘かにちりめん技法の伝授を依頼、加悦村の手米屋小右衛門と三河内（みごち）村の山本屋佐兵衛を西陣に送って4年かけて技術を習得させ、1722年（享保7年）、故郷に持ち帰らせた。3人の郷里である加悦谷の上四ケ所と呼ばれる地方（加悦村・後野村・算所村・三河内村）には山林等がなく、農耕も充分にはできない風土であったため、この地方の農民は古代から機業によって生計を支えていたのである。小右衛門と佐兵衛が修行に出ている間、木綿屋六右衛門は彼らの家族の生活すべての面倒をみたと伝えられる。与謝野町のちりめん街道にある杉本家住宅の前には「縮緬発祥之地」として、手米屋小右衛門の功績をたたえる石碑が置かれている。
絹屋佐平治とあわせてこの4人を丹後ちりめんの創業者として、毎年5月には峰山で「始祖慰霊祭」が、秋には三河内で「織物始祖祭」が執り行われ、現在もその功績が語り継がれている。

### 江戸時代

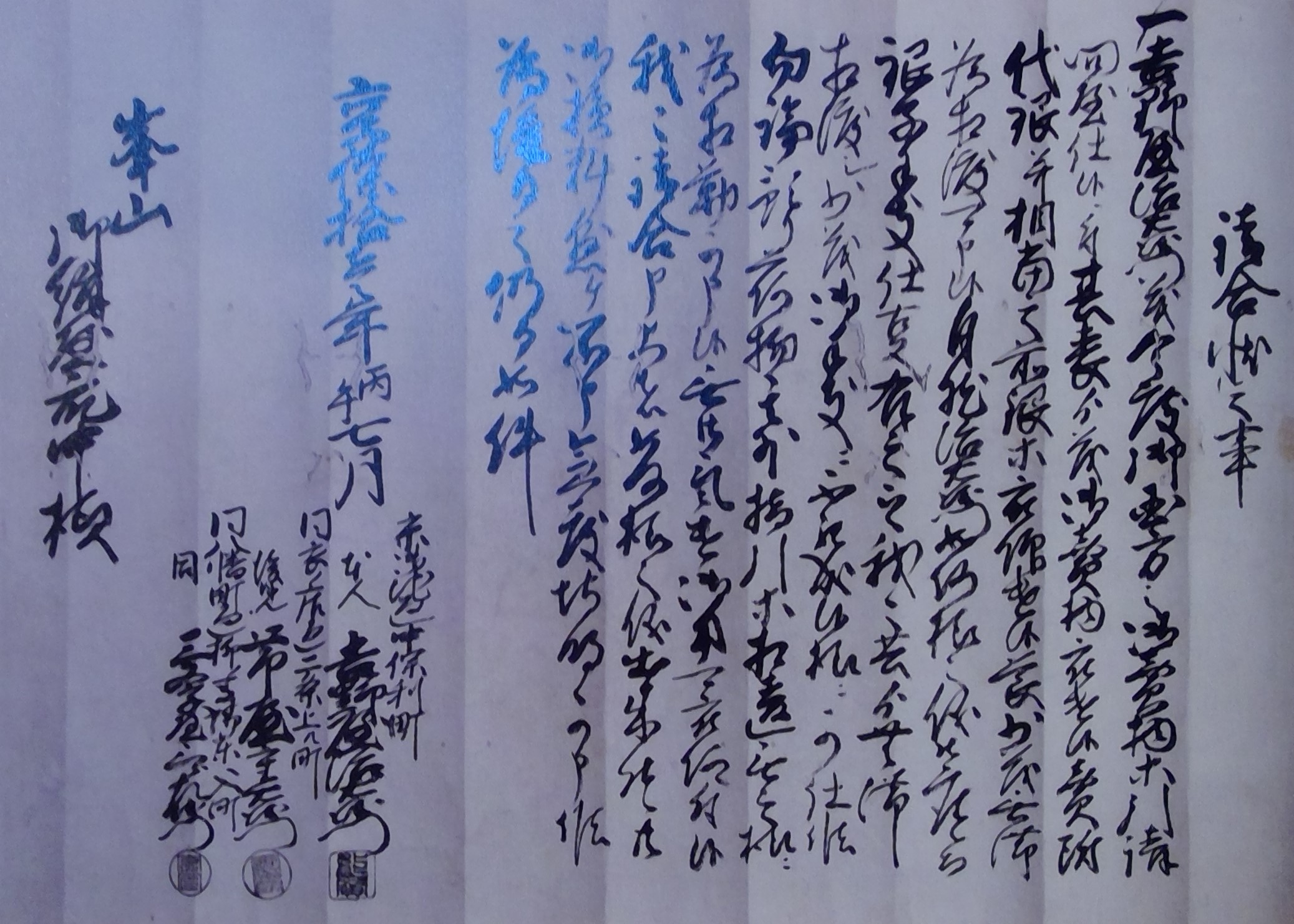
1726年（享保11年）に、京御池中保利町の吉野屋自治右衛門から峰山の絹屋衆にあてられた「請合状之事」。問屋販売を請け負ったことや、代銀は滞りなく渡していること、2人の保証人などについて説明している。丹後ちりめんの商取引に関する文書としては、現存する最も古いものである。（丹後織物工業組合所蔵）

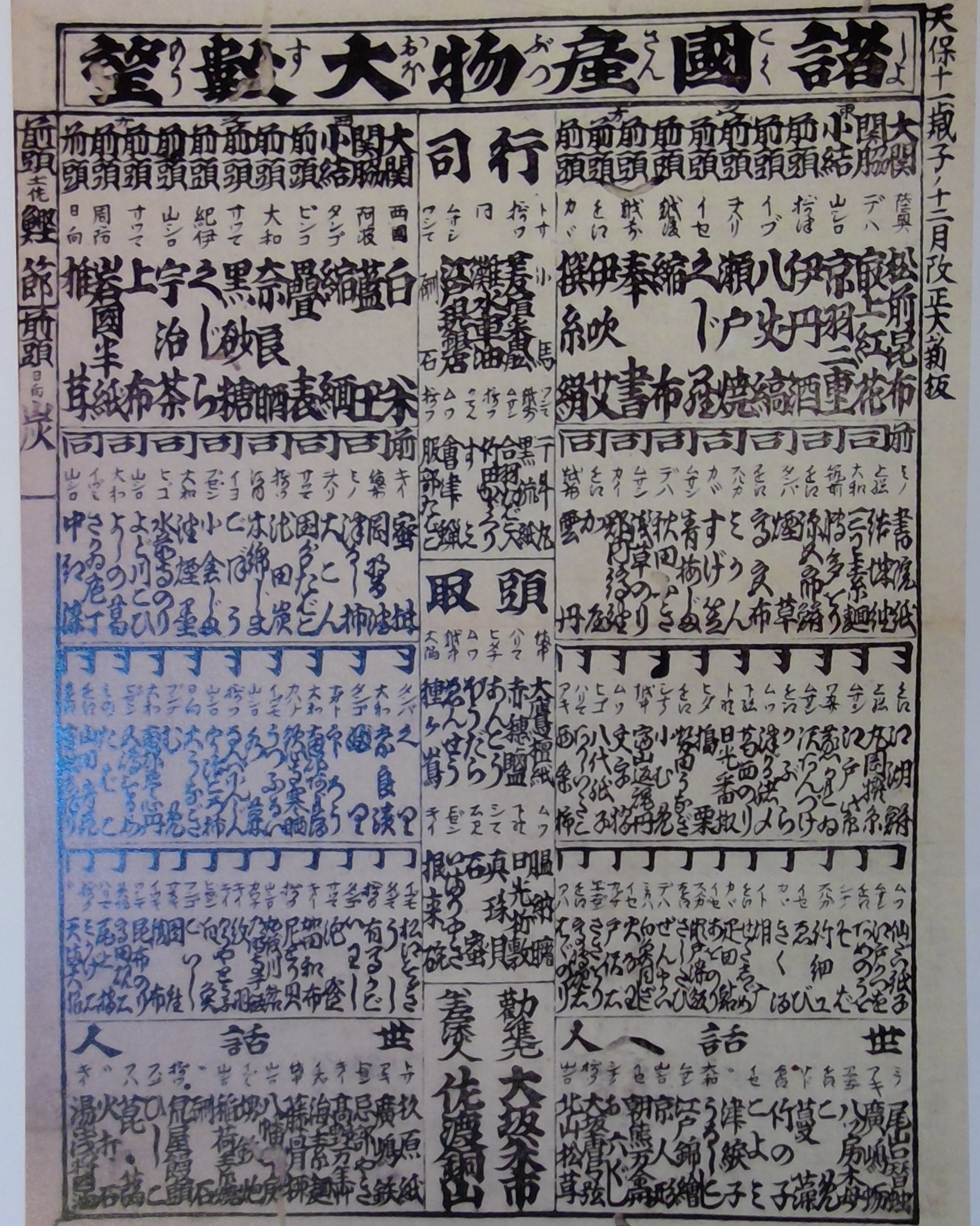
1840年（天保11年）に発表された「諸国産物大数望」

絹屋佐平治、手米屋小右衛門、山本屋佐兵衛が習得した技術は惜しみなく公開され、瞬く間に丹後一円に広まった。江戸〜明治期の文書に残された機屋の名は男性名ばかりであるが、1台の機でちりめんを織りだすには何人もの人手を有した。実際に機業を支えたのは、家庭内における女性や子供の労働力であったといわれる。年貢を賄うための農耕や野良仕事もまた重要であったので、男は野に出かけ、女房や娘たちが機女となった。丹後地方には、当時すでに紬などの製織技術の蓄積があったことも助けとなり、峰山では1726年（享保11年）、加悦谷では1728年（享保13年）には京都に取引問屋をもつに至った。技術導入からわずか6年後の「請合状之事」には、京都で5軒の問屋が丹後ちりめんの販売を請け負っていたことが記されている。峰山を中心に中郡では概ね重目のちりめんを、竹野郡では中目のちりめんを、加悦谷一帯の与謝郡では軽目のちりめんを産出した。
一方、京都では、1730年（享保15年）6月の大火で西陣の織機の7,000台のうち3,120台が焼失したことにより織物が品薄となり、需要に対する供給減の追い風を受けた丹後や桐生などの新興縮緬産地は大きく発展した。後年の丹後の機業の基盤は、この時期に築かれたと考えられている。京の市場に比較的近いという地理的条件も幸いした。当時、丹後ちりめんの流通を支えたのは、背板や天秤かごを使って重さ60キログラムにもなる縮緬を、丹後から京都に運び続けた「ちりめん飛脚」である。1726年（享保11年）に定められた「ちりめん飛脚安定法」に基づいてちりめんを運んだ。屈強な男たちが重い荷を抱えて大江山を越える姿が行列をなしていたという。往路はちりめんを担いで3日かけて京に行き、復路は大金を抱えて2日で帰った、と、民謡に唄われている。
丹後ちりめんは、やがて、縮緬の主産地であった西陣を脅かす存在にまで成長したため、西陣は再三、幕府に対して地方絹の流通量制限を願い出ている。西陣の訴えを受けて、幕府は1744年（延喜元年）、地方産地の進出制限令を発布し、丹後は36,000反まで、桐生は9,000反までに出荷量を制限された。さらには、許可制の導入や寛政の改革における全国的な倹約奨励で、従来の京都絹問屋が閉鎖されるなど大きな打撃を受けたが、峰山藩では藩内で製織された縮緬を一手に集め、一反ごとに検査する「反別検査」制度を設けて、販売は「改印」を受けた合格品だけに限ることで品質を保証し、問屋を定めて新たに堺など大阪方面への販路拡大を図るなどして乗り切った。1789年（寛政元年）12月に導入されたこの反別検査は、丹後ちりめん機業史上で最初の製品検査制度である。後述する宮津領内の闇機による粗製濫造品で被害をうけていた1820年（文政3年）には、峰山藩のほか、周辺地域の宮津藩や天領・久美浜の機屋も連携し、口大野村（京丹後市大宮町）に「三領分大会所」と呼ばれる機屋の統一組織を作るなどして対抗した。1830年代に行われた天保の改革では勤倹令によりちりめんの販売が禁止され、丹後ちりめん産業は深刻な影響を受けるが、峰山藩は京都に呉服所を設け、再び京都での販売に着手している。また、宮津藩も宮津御用場を京都に設けて対抗した。
1840年（天保11年）の「諸国産物大数望」では「西の小結」と記録されるほどに販路を拡大し、織物では京羽二重と並び最上位に記された。また、天保年間の越後屋（のちの三越）京本店における地方絹の入荷量を分析した松本四郎の論文によると、丹後ちりめんはその半数を超え、全国トップを争う織物となっていたことが記されている。
1868年（明治元年）の丹後機業の戸数と機台数は、中郡が196戸で210台、竹野郡が286戸で324台、与謝郡が928戸で973台となっていた。

#### 峰山藩（峰山）の動向

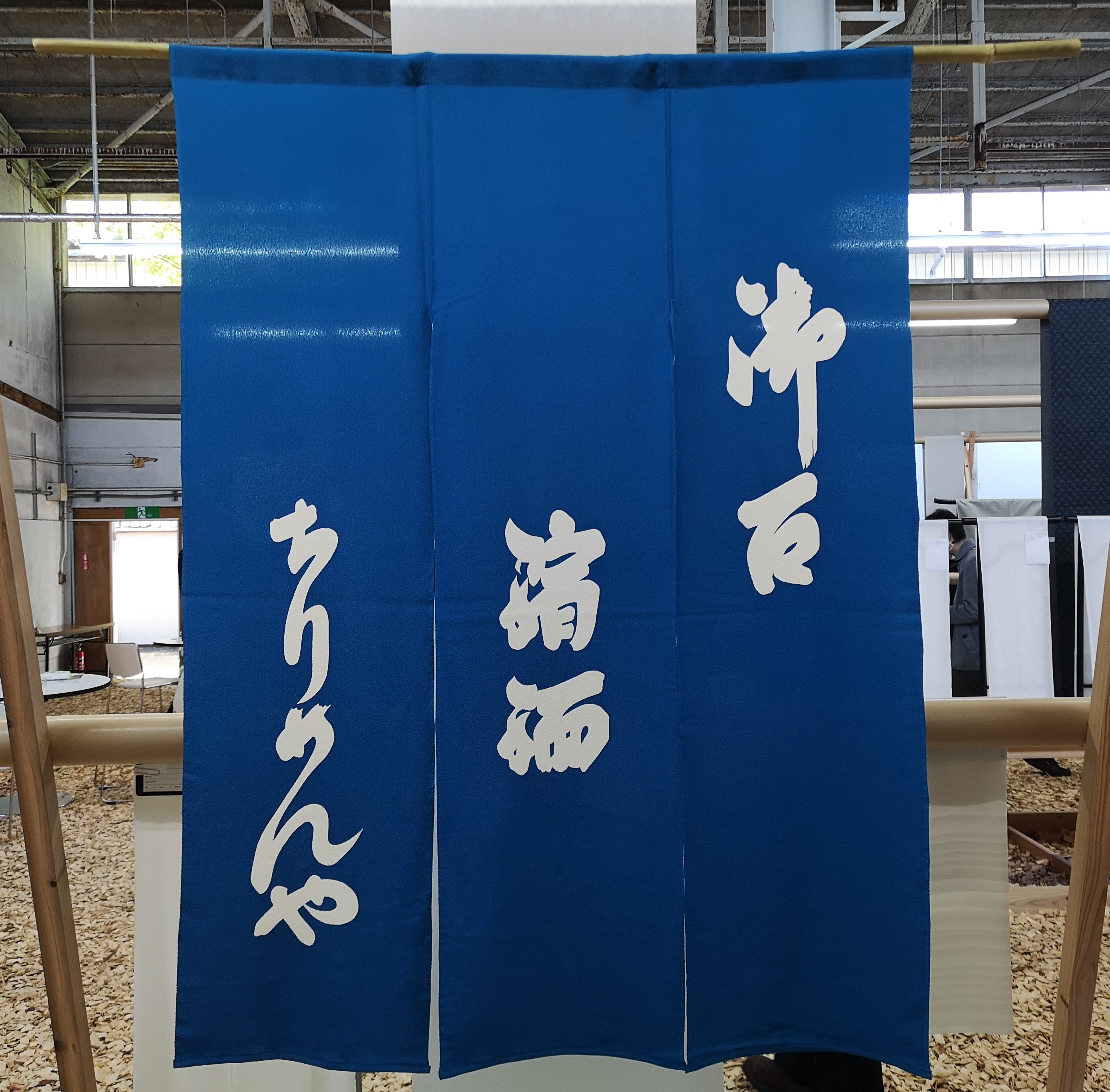
森田 ちりめん暖簾復元

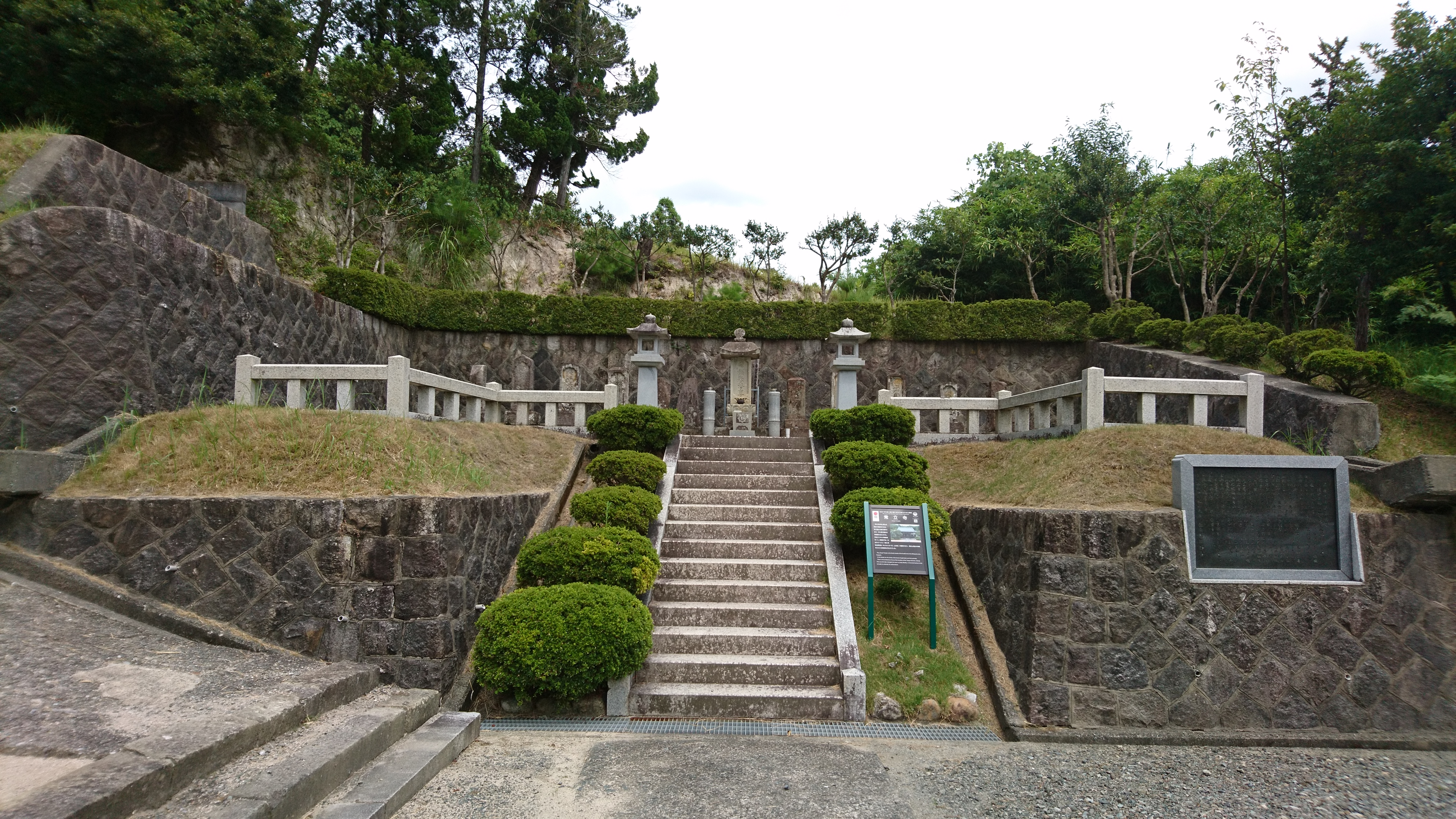
丹後ちりめんの創始者のひとり、森田治郎兵衛の墓碑（常立寺）

丹後ちりめんの創織は、わずか19カ村・1万石余の貧しい小藩であった峰山藩には、渡りに船だった。峰山藩の藩主であった京極氏は絹屋佐平治を高く評価し、1730年（享保15年）、一介の小機屋にすぎなかった佐平治を森田治郎兵衛と改名させ、名字帯刀を許し、「お召、ちりめんや」の紺染めののれんと「ちりめんや」の屋号を与えて厚遇した。佐平治、48歳の時である。領民には「縮緬職業の儀は当所第一の業柄」として、積極的に治郎兵衛からちりめんを習い織ることを奨励し、抜け売りや地売り、闇取引などの不正を禁じて、藩自ら生産や品質を管理運営した。これら藩の保護政策ため、峰山藩では縮緬の品質が向上・維持された。1789年（天明9年）に刊行された『絹布重宝記』では、丹後ちりめんは「丹後縮緬、全体糸のよりわかく紋ひくし、絹の性も柔なり、万事唐屋形縮緬に似たる品多し、地性余り強くはなし、中にも不勝絹は着用して毛むく立なり、加屋・宮津より出るもの至て下品なり」と酷評されているが、峰山産のものに関しては高く評価されている。峰山城下町の織機は、1762年（宝暦12年）8月には約90台にのぼり、1868年（明治元年）には約160台にまで発展した。
佐平治の居住していた中町は、1872年（明治2年）に地名を「織元」と改め、現在その場所には「丹後ちりめん始祖森田治郎兵衛翁発祥地」と記す石碑が建てられている。

#### 宮津藩（加悦谷）の動向

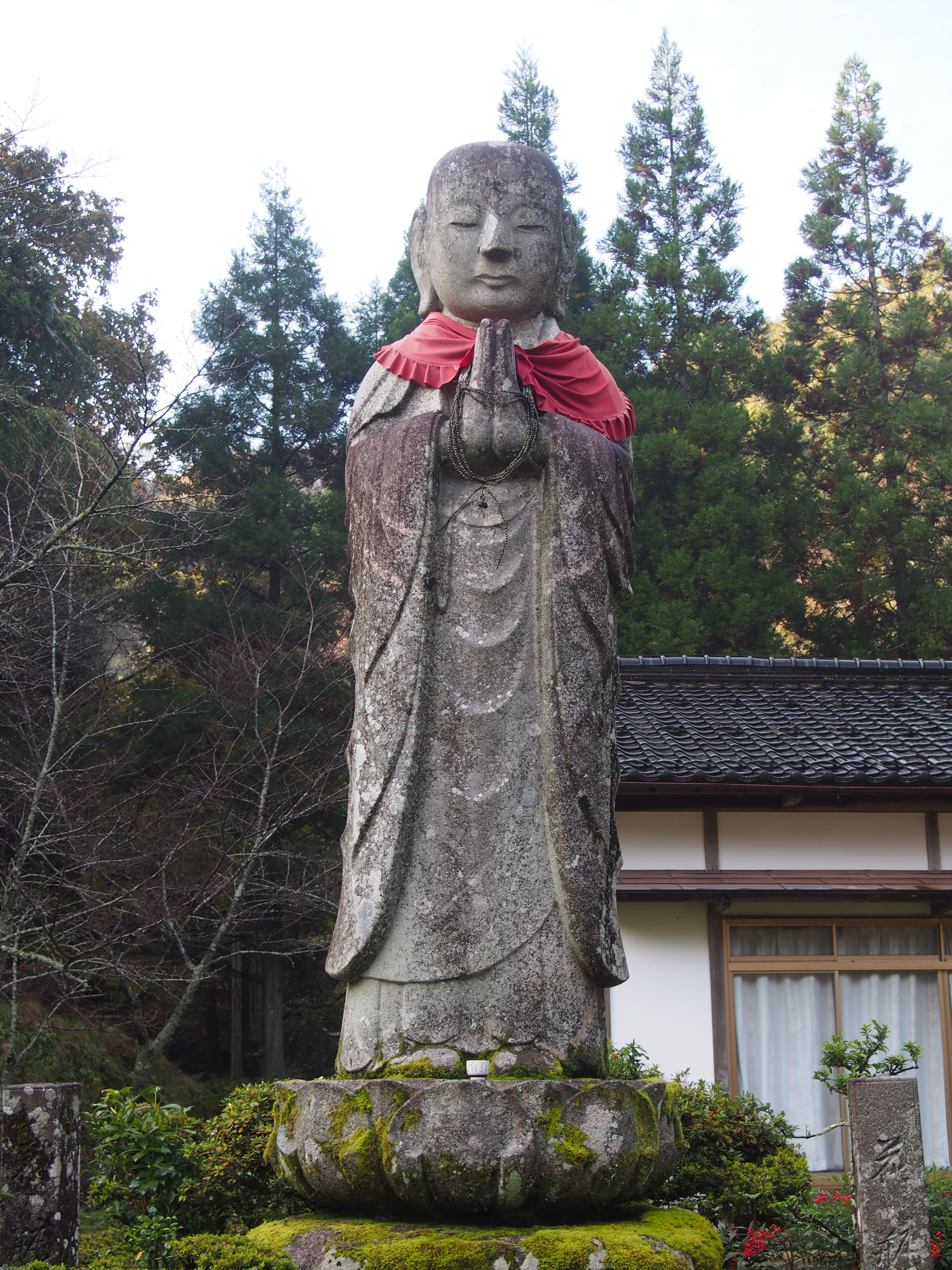
大宮町上常吉にある京都府下最大級の石像「平地地蔵」。宮津藩文政一揆の首謀者である吉田新兵衛らを追悼し建立されたとする説があり、「新兵衛地蔵」の異名がある。

機業を保護・奨励した峰山藩と異なり、他領も含めて7万石の宮津藩に属する加悦谷地方の丹後ちりめんは苦難の道をたどった。当時の宮津藩主であった青山氏は、機業はあくまで副業との認識から、西陣など外部勢力の妨害に対しては保護政策をとったが、一方では、機業を行う農民に対して「農耕を怠っている」として圧力をかけ続け、創織後28年目の1749年（寛延2年）には、機業停止の弾圧を行った。前述のとおり自然条件から農耕だけでは暮らしが維持できない算所村を中心に、加悦谷の農民達は、逃散も辞さない構えで藩と交渉を重ね、年貢の不足は縮緬の代銀で納入すると申し出てなんとか機業を続けられることになったが、その代償として過酷な「機方運上（営業税）」を取り立てられることとなった。機業停止の命令はその後も2–3度あり、農民側はその都度「御免」を陳情し、多額の税金を負担した。1759年（宝暦9年）、青山氏から本荘氏6万石へと藩主が代わっても方針は変わらず、農民の暮らしを絞り続けた。1762年（宝暦12年）には許可を得たもの以外は縮緬を織ってはならないとする「機株」制度を設け、1775年（安永4年）には機数改めが行われて一機あたり40匁が課税された。そのような圧政にあっても、加悦谷地域において機業は生活のために欠くことのできない生業であり、1軒で複数の機を持つことも多かった。宮津藩領内の機数は、1771年（明和8年）には302台に達し、その半数近くを発祥の地である加悦谷の三河内村・加悦村・後野村が占めていた。機数はさらに増え、1803年（享和3年）には、宮津藩領内全体で979台、このうち加悦谷地域が743台を占めていた。
本荘氏の5代目藩主、1808年（文化5年）に25歳で家督を継いだ本荘宗発は、田舎大名としては異例の出世街道を突き進んだが、その陰には莫大な賄賂献金があったといわれており、宮津藩の財政は火の車だった。そのため、「六公四民」とよばれる米の収穫高の6割を年貢として納めさせる元々の公租年貢に加え、「お講」「お頼み銀」と次々に税を課し、ときに先納を命じた。「御預け米」と称されたその先納は、毎年、米1万5千俵を前納させるものだったが、さらに「追先先納」と称して1万5千俵をとりたてる決定も下された。もともと土地が痩せていて農耕だけでは暮らせないがゆえに機を織る土地柄で、米3万俵の先納は容易に受け入れられることではなかった。1821年（文政4年）には莫大な献金の必要が生じたことから、領内を国勢調査し、男女7歳以上70歳以下の者すべてから1人1日銭2文の人頭税「万人講」を徴収した。この人頭税も当初は3文徴収することが計画されたもののさすがに無茶と反対する家老もあり、2文になったものと伝えられる。
加悦谷の農民が重税にあえぐ一方で、藩権力と結びついた岩滝村（現・与謝野町岩滝）や宮津城下の有力商人の多くが無制限に闇機をつくり、それまで機方のなかった村にまで闇機をはやらせて粗製濫造し、寛政の改革後の品不足の中でそれらの悪質なちりめんを売りさばいて富を築いていた。1822年（文政5年）12月に勃発した丹後地方では史上最大規模の百姓一揆、いわゆる文政一揆は、このような宮津藩の圧政と、藩権力と結びついた商人への怒りが背景にある。文政一揆では、闇機業・闇売買を行っていた商人のことごとくが打ちこわしにあった。その数は5日間で55軒とも60軒余とも記録されている。文政一揆は農民側の完全勝利で終結し、追先先納と万人講は廃止された。しかし、一揆の首謀者に対する詮議は直後に始められ、最終的に一揆を主導した吉田新兵衛以下農民5名が死罪又は永牢となり、貢租の軽減を主張していた藩政改革派の宮津藩家老・栗原理右衛門とその子息も格禄取り上げのうえ入牢となった。このほか幾人かが追放などの処分を受けた。

### 明治・大正時代

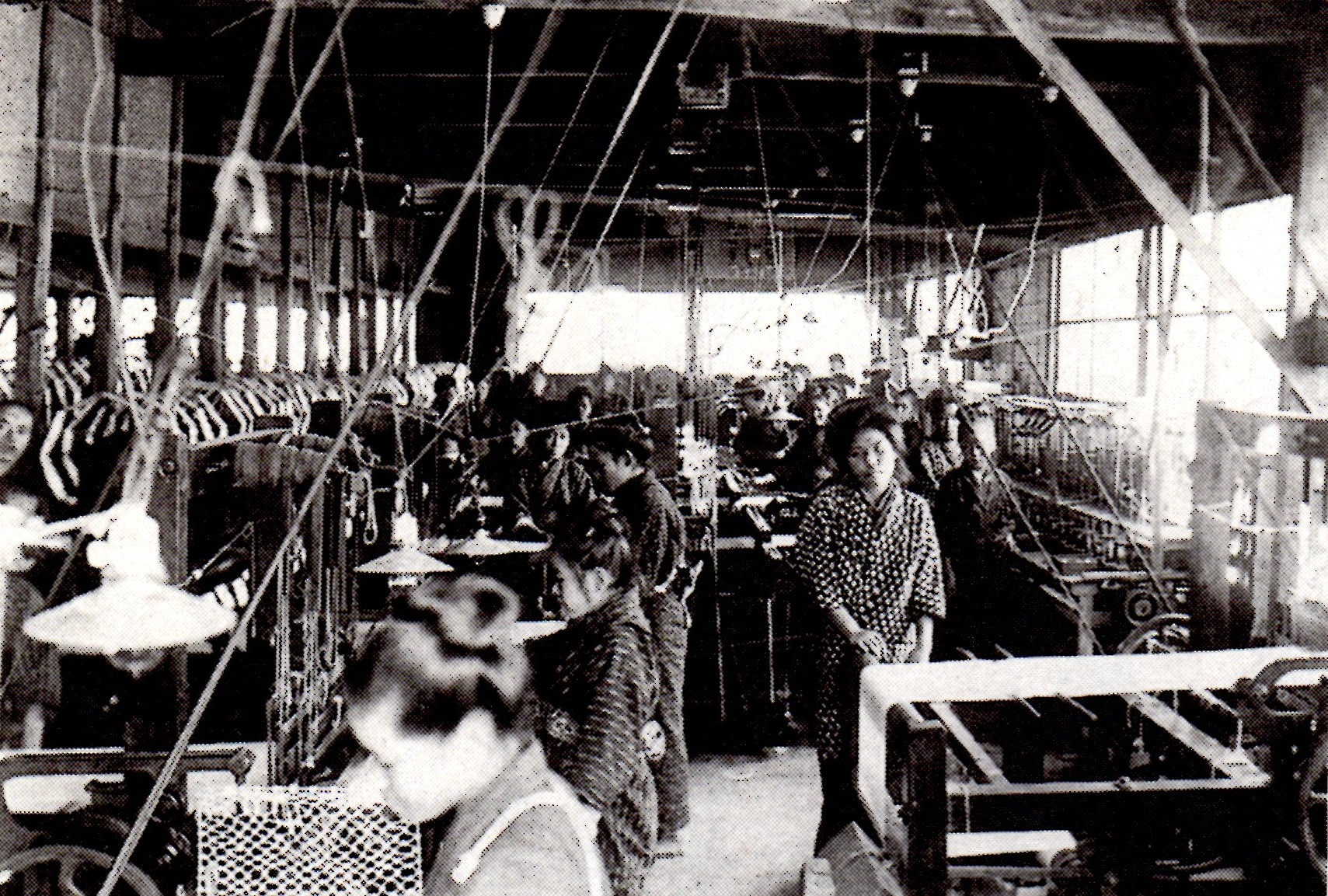
1917年（大正6年）に撮影された機屋内部の様子。

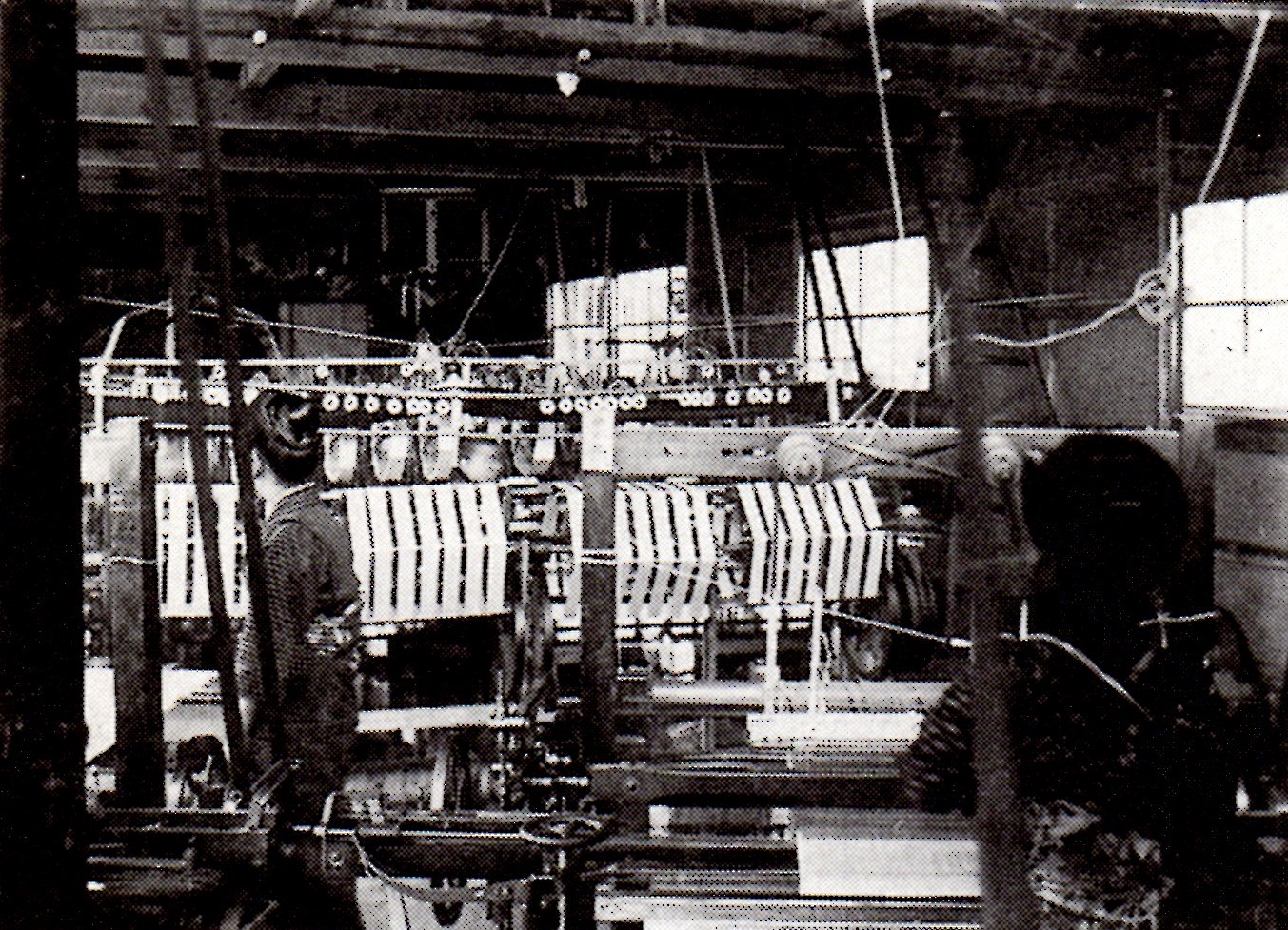
糊付け工程。

#### 海外とのかかわり
明治維新により旧規が撤廃されると、織物に使われる生糸は重要な輸出品となった。さらには織物自体も海外向けの品が珍重されるようになった。明治末期から大正期にかけて作成された織物見本帖「橋立」には、外国向けの様々な織物が含まれており、海外販売を意識した製織が行われていたことがうかがえる。
1871年（明治4年）の廃藩置県で豊岡県が誕生すると、大野右仲県権参事は丹後縮緬を県の特産品として手厚く保護した。明治新政府が国を挙げて参加した1873年（明治6年）のウィーン万国博覧会では、出展品を検討するため各府県に1品の報告が求められ、そのうちの織物に関する報告を集めた「織物集説」によると、豊岡県では中郡峰山産と、宮津近傍産の縮緬について報告しており、峰山産の縮緬の質が良いとされ、博覧会にも出品されて、賞を受けている。1875年（明治8年）には米国独立百年祭万国博覧会に出品。1876年（明治9年）のフィラデルフィア万国博覧会でも、峰山産の縮緬が出品された。さらに、1900年（明治33年）パリ万国博覧会では、口大野村の鵜飼源右衛門が銅賞を受賞したほか、浜見利七、小林新七、加畑万助、尾藤広吉、塩見徳三、小林忠七、尾藤直蔵、江原徳右衛門の8名が入賞して、出品した丹後ちりめんはフランスで完売した。この時、日本最初の女優とされる川上貞奴が口大野村で製織された絹のドレスを身に着けて出演し、そのドレス地は仏蘭西縮緬と称され、明治30年代に流行した。おそらくこれが、鵜飼のちりめんであろう。鵜飼のちりめんには、その後にフランスの商社から注文が入り、「仏蘭西ちりめん」と呼ばれるようになったと伝えられている。また、シカゴ万国博覧会でも、丹後ちりめんは多数の受賞者を輩出した。
明治期には技術革新もすすみ、1894年（明治27年）には丹後地方最大のちりめん工場となる西山第一工場（西山機業場）が稼働した。1900年（明治33年）にはジャカードが普及し、紋紙を使用する技術が本格的に導入された。1904年（明治37年）には、西山第二工場、第三工場が増設され、ドイツのオットー社製の発動機とスイス製の力織機が導入され、丹後地方ではじめての動力による縮緬製織がスタートした。
| 年                                         | 概要                                                                       |
| ------------------------------------------ | -------------------------------------------------------------------------- |
| 1887年（明治20年）                         | 引き打ち装置（バッタン付き織機）の導入が始まる。                           |
| 1893年（明治26年）                         | 加悦の杉本治助（西山機業場創設）によって、ジャカード織機が導入され始める。 |
| 1902年（明治35年）                         | 足ふみ織機の導入が始まる。                                                 |
| 1904年（明治37年）または1908年（明治41年） | ガス発動機での力織機の導入が始まる。                                       |

#### 国内での評価
1903年（明治36年）大阪で開催された第5回内国勧業博覧会に出展された多数の織物のうちの504種類を納める実用社の『第5回内国勧業博覧会紀念染色鑑』には、丹後で製織された「旭織」（第65号）、「輸出向薄縮緬」（第66号）、「丹後縮緬」（第68号）、「紋織絹縮」（第69号）の4点が紹介されており、その産地は加悦谷・峰山・岩屋（旧野田川町岩屋地区）となっている。この時の博覧会では、三河内の坂根精一が特許を取得している「千代鹿の子」も出品され、1等を受賞している。

#### 明治-大正期の課題
開国の流れを受けて躍進する丹後ちりめんであったが、原料である生糸が輸出優先で生産されていたために不足して高騰し、国内消費を目的に量産された丹後ちりめんは、生糸のくずやくず繭を原料とする紡績絹糸や、旭織のように撚らない糸を緯糸とする、ちりめんのようにみえる織物、絹糸以外に綿糸も用いた綿ちりめんなど、安価な織物を生産する粗製濫造傾向に陥ることにもなっていた。また、1876年（明治9年）に豊岡県が廃止されて丹後地方が京都府の一部となると、府は丹後側に何の連絡もなく、膝元の西陣機業をひきたてるため、丹後地方の機業の進出を抑制する「丹後職工引立規則」を定め、丹後ちりめん業界の自由な活動は規制された。この規則は、丹後側の反対運動により、その後廃止されている。
1882年（明治15年）頃からは、とくに不足していた生糸を使用した本ちりめんは、仲買業者の介入により生地を精練加工せずに京都に出荷するようになった。これは、京都で精練後にキズがあった場合すべて丹後側の「難もの」として戻され、大きな損失を生むことにつながった。なかには、精練後にはじめて見つかる織難を悪用し、欠陥がなくてもあったと称して問屋が値引きや返品を迫る例もあった。一方で丹後の縮緬業者のほうでも、重いほうが値が高くなることから、出荷する精練前の縮緬に砂糖水をかけたり、生糸に糊をつけるなどの不正増量が横行した。
ちりめんを半製品状態で出荷する下請けの不利を指摘し、丹後機業の自立を促したのは、1914年（大正3年）に丹後地方を視察した農商務省の岡実商工局長である。これを受けて翌1915年（大正4年）、残っていた精練業者を中心に丹後縮緬国練期成同盟会が結成され、粗製濫造や不正な増量などを是正し品質を保証するべく、丹後で精練まですませてから出荷する手立てが講じられた。西陣は政友会を通じて執拗にこれを阻止しようとし、また丹後の縮緬業者のほうでも精練後のちりめんは貯蔵が困難であることや、京都からの大量取引や見込み買いがなくなることへの危惧から反対する者もいたが、ついに1921年（大正10年）、与謝郡・中郡・竹野郡の組合が合併して丹後縮緬同業組合が発足した。1928年（昭和3年）には丹後一帯で5か所の精練工場と倉庫を建設、丹後地方で精練する「国練」を実施し、組合が検品したうえで出荷することが可能になった。

### 昭和時代

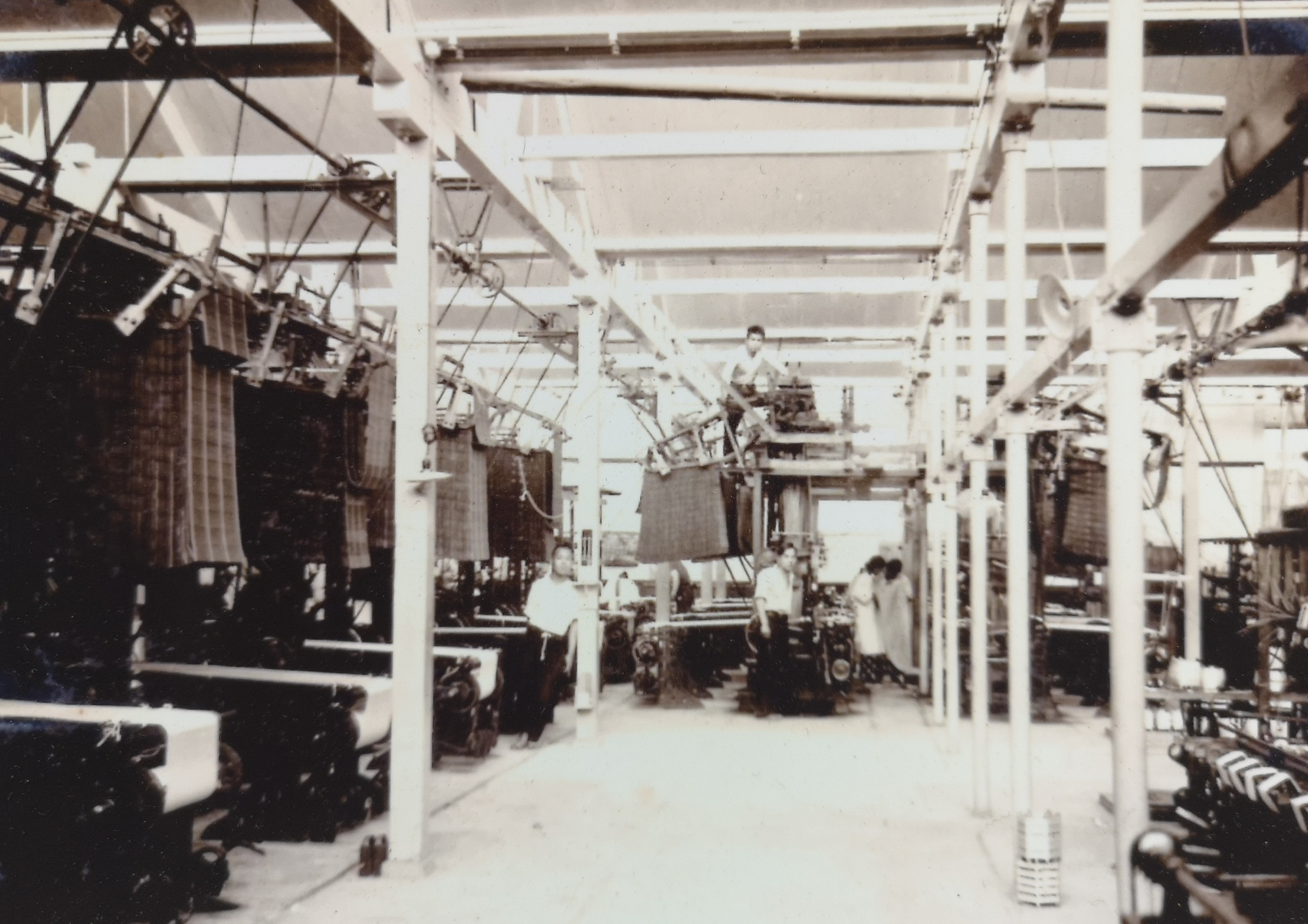
丹後ちりめんの「前流し」工程の工場（昭和5年頃）

#### 戦前
1927年（昭和2年）3月7日の北丹後地震では8割もの織機が損壊した。この地震では同時に発生した火災による被害がとりわけ大きく、職人の多くが被災し、ちりめんや原料の生糸が焼ける被害を受けた。なかでも丹後ちりめん発祥の地・峰山町の被害は甚大で、9割以上の家屋が焼失し、町民の2割以上にあたる約1,000人が死亡した。丹後機業はもはや再起不能と噂されたが、同年末には機数5,880台、年間生産価格3,400万円と、震災前を上回る規模にまで復興した。政府による復興資金の融資や補助金のほか、ちりめんが好況だったために銀行や京都の問屋も資金援助を惜しまなかったことが復興を援けた。1928年（昭和3年）には、国練検査制度が、1933年（昭和8年）には押印制度が開始され、絹織物の高級ブランドとしての地位が確立された。
1930年（昭和5年）から京都府織物指導所が作成した「試織品見本帳」からは、黄金時代を迎えた丹後ちりめんの盛華ぶりを、婚礼衣装などからうかがうことができる。1929年（昭和4年）には世界大恐慌が生じ、日本も昭和恐慌の時代を迎えていたが、アメリカへの輸出で支えられていた生糸の価格が暴落したことでコストダウンが計られ、北丹後地震後に新型織機を導入できていたことが功を奏し、大衆へと購買層を広げた丹後ちりめんは飛ぶように売れた。1934年（昭和9年）2月の見本帳には、「内地婦人洋装ガ加速度ニ増加シツ、アリ」と記載され、和装以外の織物も模索されていたことがうかがわれる。同年7月の見本帳には、和装のコート用の布地として毛織物より縮緬が好まれるようになってきていることや、防寒よりも装飾が重視されて重いものは好まれないこと、縫取ちりめんに金糸を用いるのは大阪では好まれるが京都では好まれない、など、産地で製品化が図られていた様子を垣間見ることができる。

#### 戦中
1937年（昭和12年）に太平洋戦争が勃発すると、翌年には金糸や金箔が使用禁止となり、1940年（昭和15年）から7月には「奢侈品等製造販売制限規制」により当時の丹後ちりめんで主流だった縫取縮緬などを生産・販売することができなくなった。翌1941年（昭和16年）12月には、生糸は配給制になり、国が定めた規格品以外の製造が禁止された。さらに、1942年（昭和17年）11月から金属供出令による織機の供出がはじまり、終戦までに丹後地方全体で力織機の約6割が失われ、機業者も6割以上減少した。敗戦の年である1945年（昭和20年）にはほとんど生産されず、生糸の配給や指定生産は戦後も続き、本格的に復興するのは昭和30年代に入ってからとなった。
1938年（昭和13年）から2–4か月おきに作られてきた「試織品見本帳」は、1943年（昭和18年）3月を最後にいったん途絶え、戦後再開するまでおよそ3年半の空白が生じている。この頃の丹後縮緬工業組合の機関紙「丹後縮緬」には、生活必需織物を考案する記事が増え、組合名称も「丹後縮緬工業組合」から、「丹後織物工業組合」へと改称している。この時期に試織された「服地」見本が京都府織物・機械金属振興センターに残されているが、従来は毛糸を材料とするサージを絹糸で製織した「絹サージ」など、生き残りをかけた丹後ちりめん業者の試行錯誤を垣間見ることができる。

#### 戦後

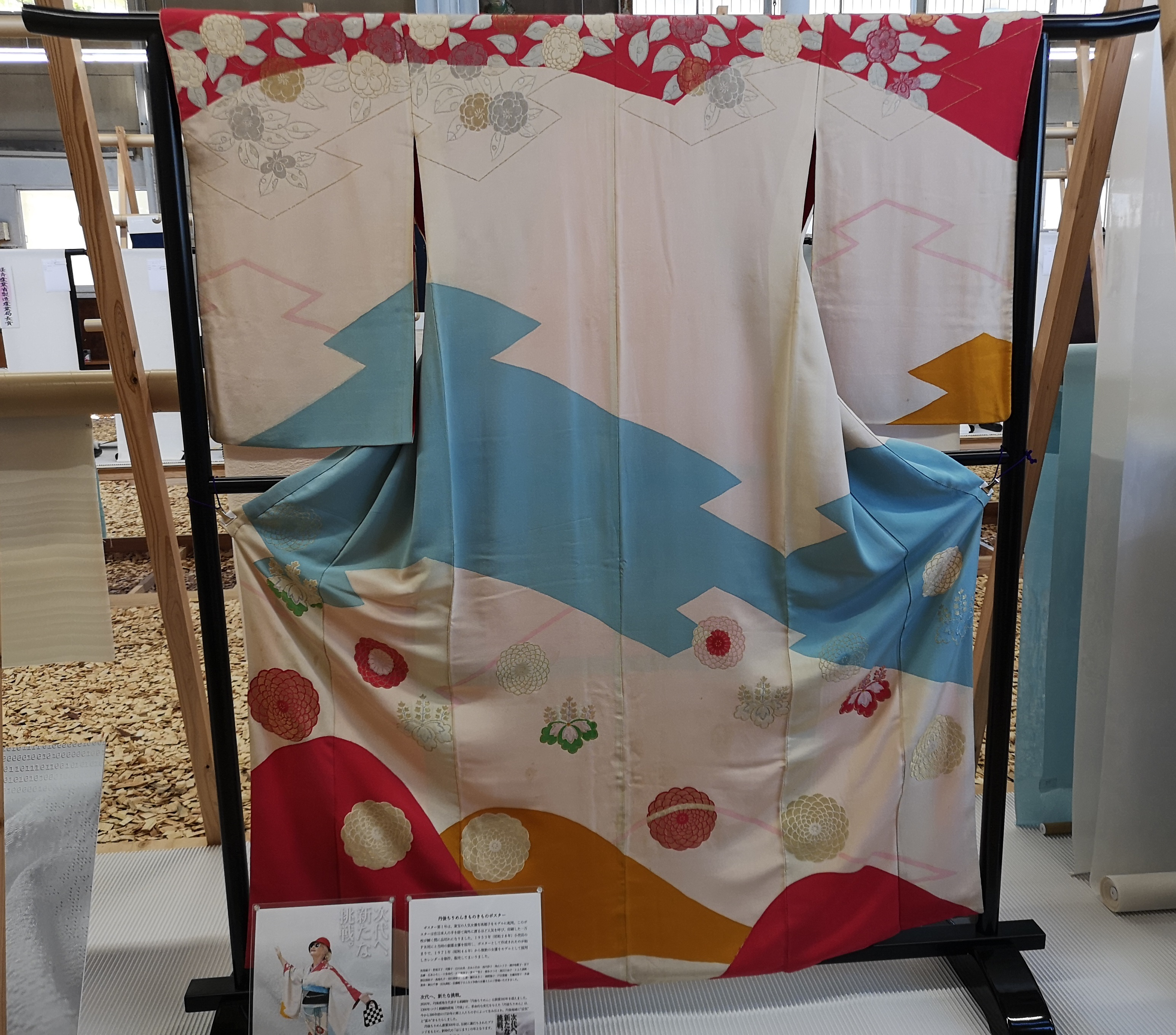
昭和31年の丹後ちりめんポスターでモデルの司葉子が着用した着物

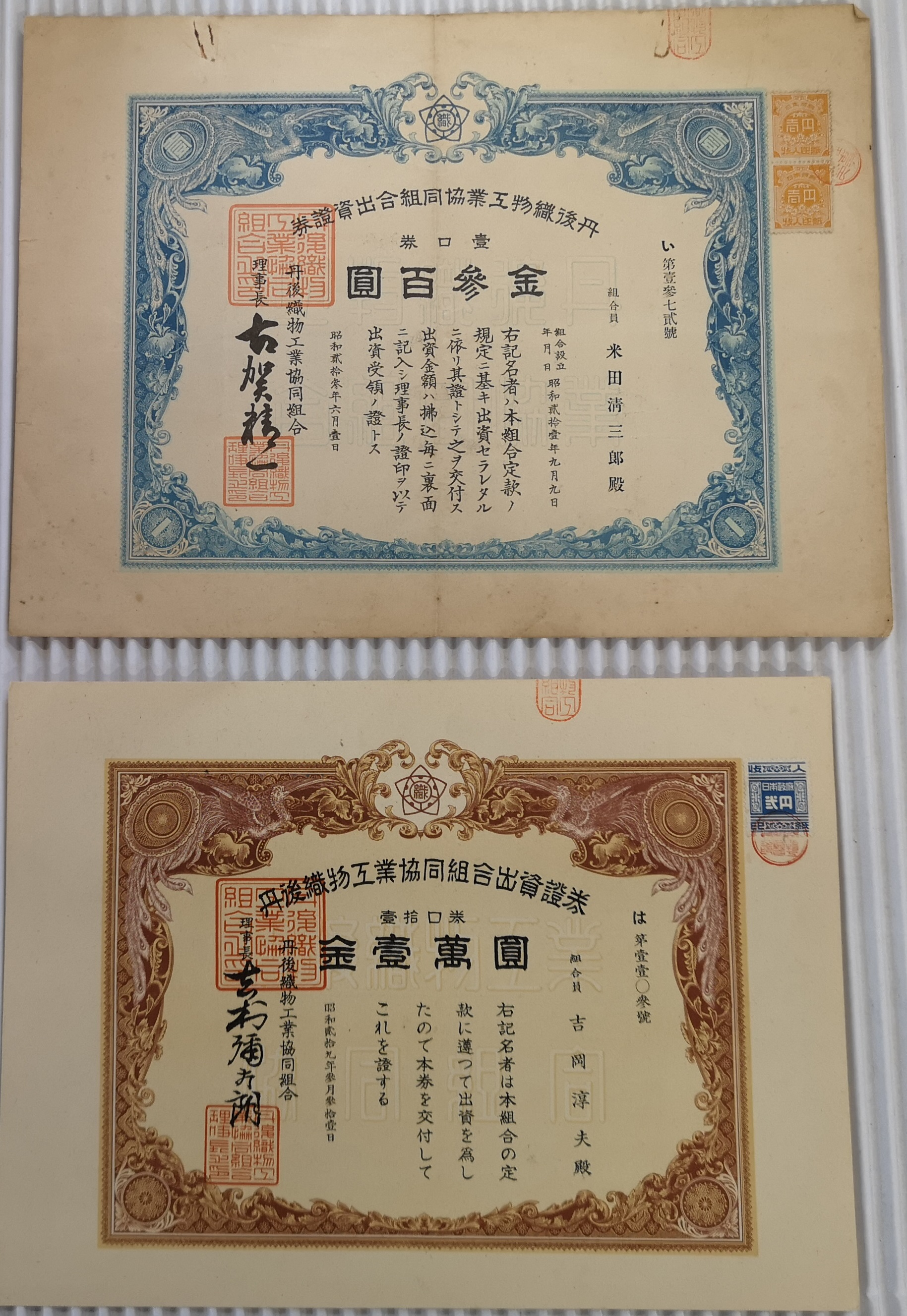
昭和23年（上）と昭和29年（下）の丹後織物工業組合の出資証券

1946年（昭和21年）10月、再び作られるようになった「試織品見本帳」は、「輸出向高級ワイシャツ地」からはじまる。以後、垣間見えるところでは、1948年（昭和23年）頃から輸出向けの縮緬が増えてゆき、戦前と同じく洋装や輸出向けの生産が行われたことがわかる。当時の日本は食糧輸入の見返りとしてアメリカ向けの輸出製品を増産する必要に迫られており、1946年（昭和21年）10月に発表された「養蚕復興五カ年計画」と「繊維産業再建五カ年計画」を受けて、洋裁向けに広巾のフラットクレープやデシンクレープが織られ、これらが米国において「丹後クレープ」と呼ばれて好評を博した。丹後織物は、一時は輸出用織物の3割を占めた。しかし、求められた少品種大量生産は丹後地方の生産体制には合わず、1949年（昭和24年）に生糸や絹織物への統制が撤廃されると、再び西陣の先染織物を中心とした国内向け絹織物の生産へと回帰していく。

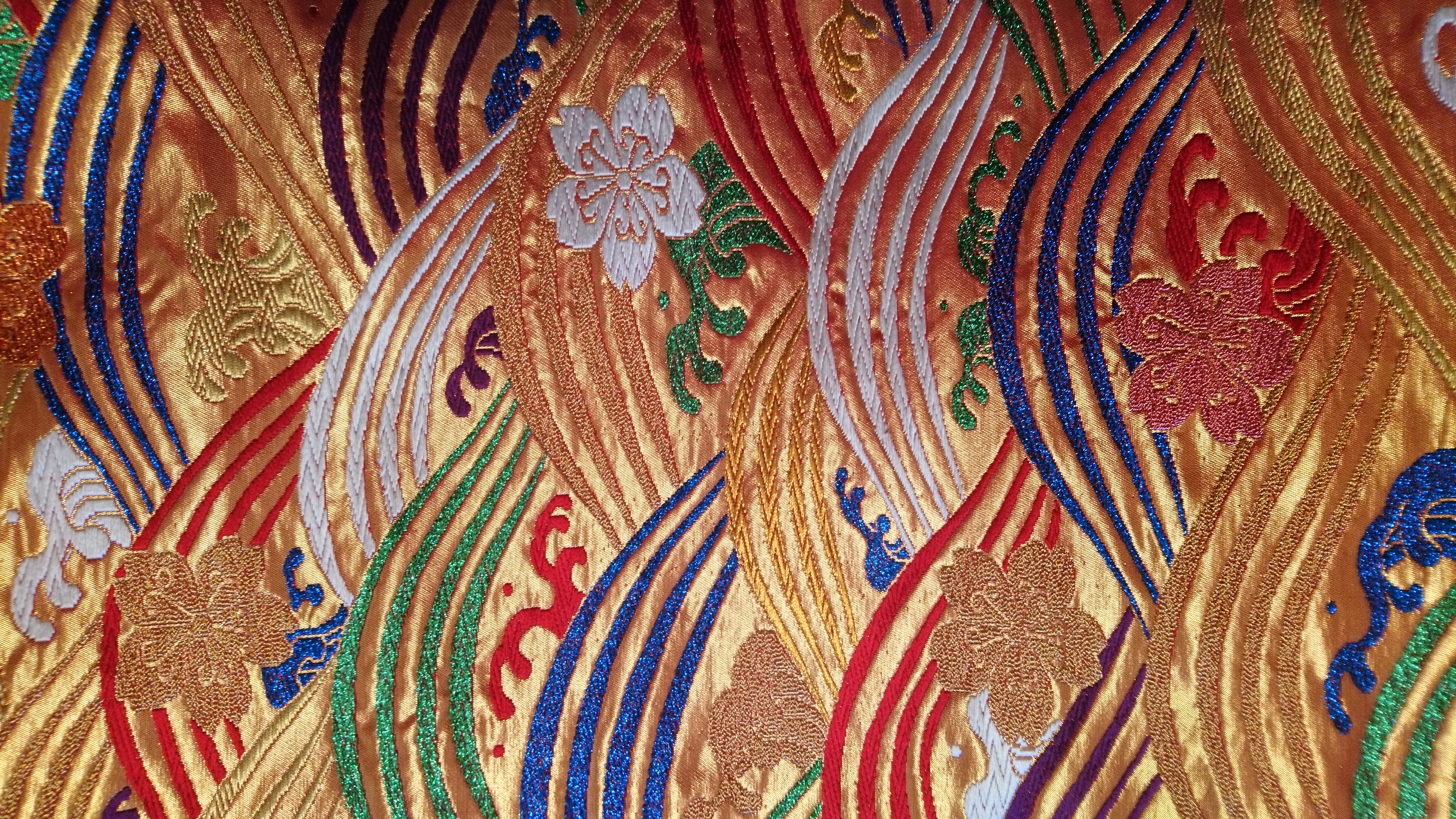
ガチャマン時代に丹後地方で織られた西陣帯の織物の一例。

昭和30年代半ば頃からの高度経済成長期、普段着の洋装化に伴い、着物は晴れ着やフォーマルといった高級品のみとなっていく。高級絹織物として活路を見出した丹後ちりめんは、吉永小百合や若尾文子などの女優のブロマイド入りの宣伝ポスターを制作して全国のデパートや商店に配布し、「ミス丹後ちりめん」の選出を行うなど華やかな宣伝を繰り広げた。丹後ちりめんは婚礼調度品や成人式の振袖や訪問着、喪服など、着物生地の必需品としてもてはやされ、この頃の学校行事には、ほとんどの母親が色無地に黒羽織を重ね着した装いで出席し、冠婚葬祭ではちりめんの着物を礼服として着用した。ガチャっと一織りすれば万単位で儲かるという意味で「ガチャマン」と呼ばれた最盛期には、峰山地方振興局管内だけでも約6,000の事業所があり、少なくとも4割–5割以上の世帯で機が織られた。丹後ちりめんは、1973年（昭和48年）には919万7000反余を生産して2200億円の生産高を記録し、頂点に達した。経糸に駒糸を用い、緯糸を二重にして地紋の変化をねらった「紋意匠ちりめん」が全盛の時代である。機屋の戸数は1975年（昭和50年）が最多で、丹後織物工業組合に所属していた機業戸数は10,100戸、就業者数は22,797人だった。
その後は和装需要の減少、韓国や中国で織られた安価な縮緬等の輸入増加とともに徐々に生産量が落ち込み、2001年（平成13年）頃には100万反を切り、2009年（平成21年）には50万反を切り、2014年（平成26年）には32万1千反余まで減少した。
| 年                 | 概要 |
| ------------------ | --- |
| 1933年（昭和8年）  | イタリー撚糸機の導入が始まる。電気の普及により、力織機などは徐々に電気動力となっていく。                                                               |
| 1935年（昭和10年） | 追杼装置付き力織機の導入により、一越ちりめんの製織が始まる。                                                                                           |
| 1968年（昭和43年） | 鉄製の八丁撚糸機の導入が始まる。 |
| 1983年（昭和58年） | コンピュータジャカードおよびコンピュータによる柄分解システムの導入が始まる。1988年（昭和63年）には導入台数が急増し、694の事業所で1,331台が導入された。 |

##### 苦渋の生産調整
オイルショックからの全国的な不況に加えて、1974年（昭和49年）8月、生糸一元化輸入措置が発動され、原材料である生糸を安価で入手できなくなったことが、ちりめん不況に追い打ちをかけ、丹後ちりめん衰退の流れをつくった。この輸入措置は、生糸の価格を高額で維持し、養蚕農家を保護しようということが大義であったが、一方で製品の輸入は実質的に自由化されるという大きな政策矛盾があり、高い値段で据え置かれた国産生糸で製織せざるをえない国内織物産地に対して「0がひとつ少ない」ECやアジア諸国の安価な輸入絹織物が増加した。9月、織布5団体による全国織布危機突破大会が東京共立講堂で開催され、丹後地方からも13,500名の署名を集めて衆参両院の議長や地元選出議員、丹後地域の各市区町村議長らへ、規制の撤廃や緩和を求める陳情や請願が行われた。この陳情はその後毎年、20年以上欠かさず続けられたが、中央政府に地方の苦境が考慮されることはなかったという。長引く不況のなかで1976年（昭和51年）に韓国産の絹織物の輸入が急増すると、あおりを受けた丹後ちりめん業界では倒産や失業が相次ぎ、その数は1か月あたり30軒にものぼった。これを食い止めるため、1977年（昭和52年）12月7日、丹後一帯で生産調整を目的として、ちりめん織機の共同廃棄「はたべらし」が行われた。1,264の織物業者で、全体の12パーセントにあたる4,827台の織機が破砕され、道端に鉄くずが積み上げられた。高額な資金をかけて購入し、家計を支えてきた織機が砕かれ捨てられる様に、織手は一生の決別を感じ号泣したという。共同廃棄に該当した事業所には、組合から一定の補償が支払われたが、その後16年間、織機の増機が制限された。
輸入織物との競合や着物離れの影響によるちりめん不況はその後も長引き、織機の共同廃棄は1977年（昭和52年）以降、1980年（昭和55年）までの毎年と、1983年（昭和58年）、1985年（昭和60年）、1987年（昭和62年）にも行われ、破砕された織機の総数は14,838台に及んだ。

### 平成時代以降

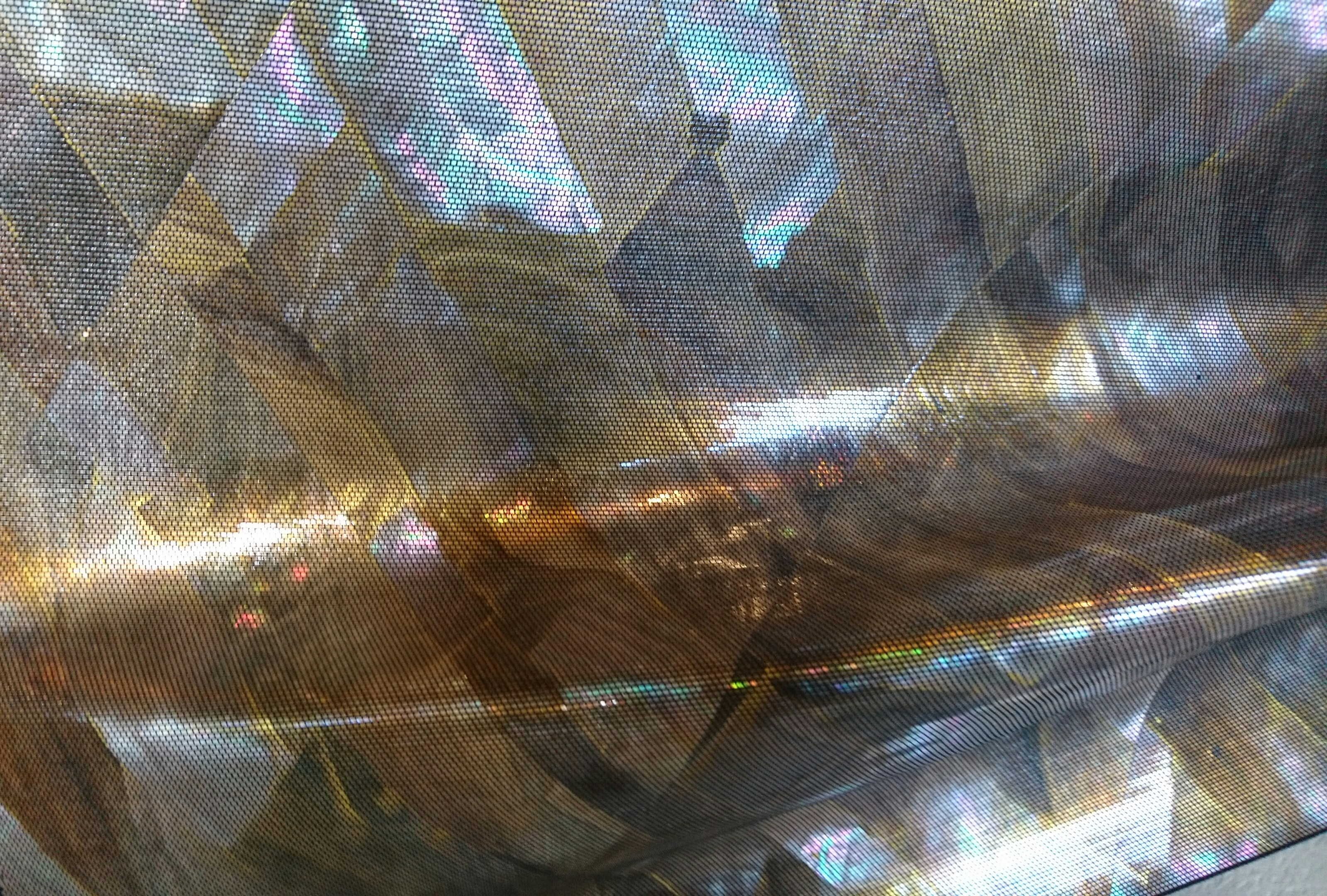
螺鈿織りの一例（民谷螺鈿）

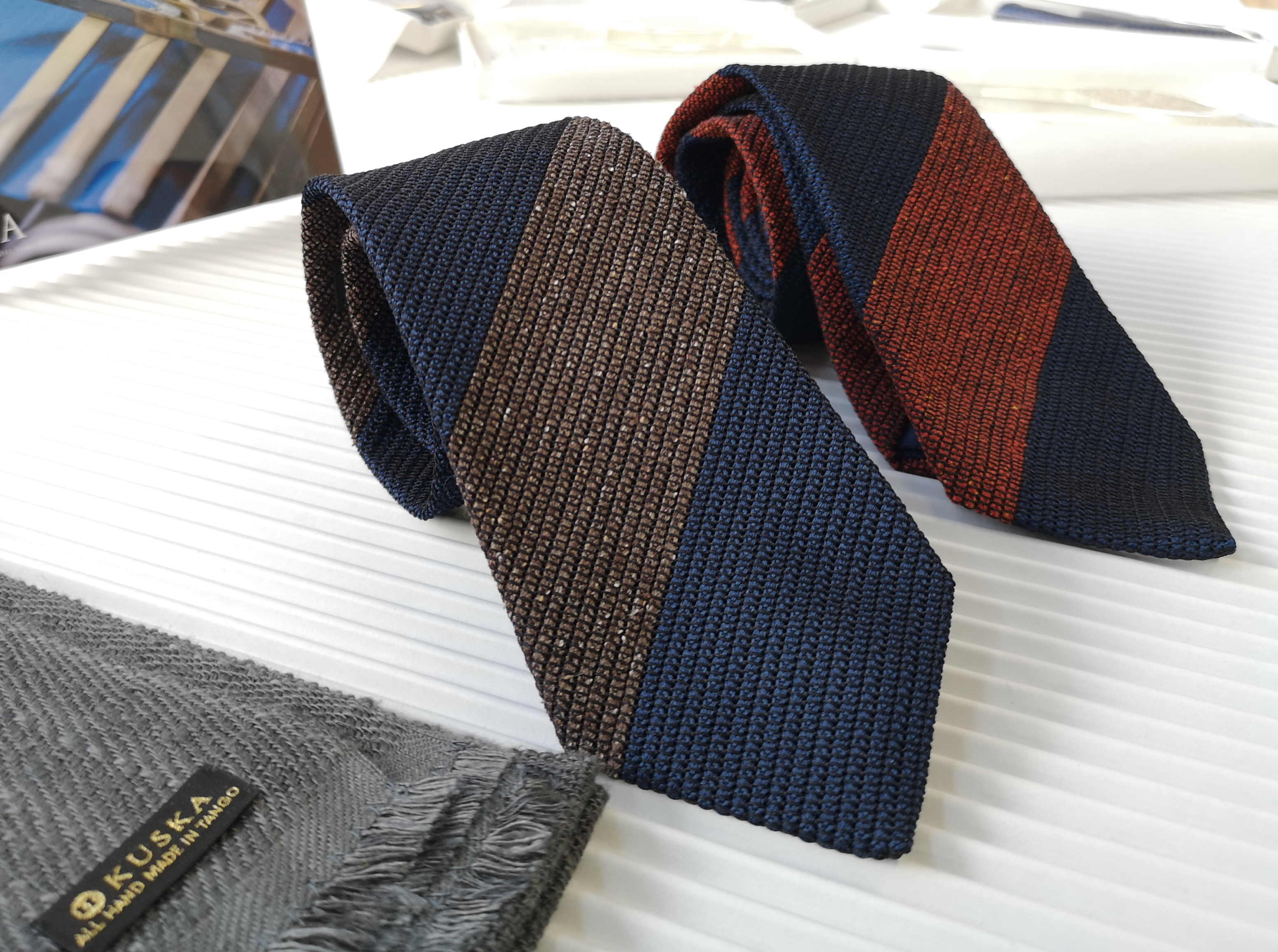
丹後ちりめんの手織りネクタイ（KUSKA株式会社）

2005年（平成17年）、丹後ちりめんは、今日では希少となった藤織りや、近年誕生した特殊技法を用いる螺鈿織りの織物とともに、「丹後テキスタイル」としてジャパンブランド育成支援事業に採択された。これら丹後の織物は世界最大の繊維見本市「プルミエール・ビジョン」の「メゾン・デクセプション（匠の技）」に招待されるなど、再び海外市場への挑戦を始めている。2017年1月のパリ・オートクチュール・コレクションでは、フランスの有力ブランド「ON AURA TOUT VU(オノラトゥヴュ)」が丹後産の素材で制作したドレスを発表し、フランスのブランドによって丹後地方の企業8社の織物が翌年にむけて採用された。2018年（平成30年）1月22日にパリ市庁舎内で開催されたコレクションショーでは、披露された28着の衣装のうち15着に丹後地方の織物が使用された。
2014年（平成26年）の丹後地域の織物出荷額は、後染め正絹織物が約38億円、先染め正絹織物が約35億円、そのほかの様々な化合繊維織物なども含めて総額は83億円である。昭和の全盛期である1970年代以降、織機の稼働台数、従業員数は4分の1にまで減少しており、産地の規模は全盛期とは比べようもないほど縮小しているが、丹後地域においてちりめんは、今日もなお重要な産業となっている。
2017年（平成29年）4月、文化庁により日本遺産「丹後ちりめん回廊」を構成する文化財のひとつとして認定された。
2021年（令和3年）1月に実施された大学入学共通テストでは、地理の試験問題として丹後ちりめんに関する問題が出題された。

#### 現代の課題
大きな課題は、設備の老朽化と、後継者不足である。丹後地域の織機の大部分は、使用年数が40年以上に及び、破損した部品は、使用していない織機から補ってしのいでいる現状である。この対策として、京都府や地元自治体は、製造設備更新や導入にあてる費用を補助する事業を展開している。
後継者の不足はさらに深刻で、丹後地方には2016年時点で800社以上の織物製造企業があるが、その約9割で後継者がいない。職人の平均年齢は65歳を超えており、技術継承が危ぶまれる段階に達している。もともと丹後ちりめんは零細企業が多く、世の景気変動の波をまともにかぶる市場構造をもっているがために、機業は3代は続かないと評されてきた。丹後地域の機業の盛衰を機業戸数や機台数だけでみれば、1868年（明治元年）から1943年（昭和18年）までの機業戸数はおよそ千数百台で安定しており、機数は着実に増加してそれなりに発展してきたように見えるが、これは丹後機業全体の数字のマジックであって、個々の機業家で3代続いた家は稀である。
後継者が育たない原因のひとつには織工賃が低すぎることがあるとされ、2014年（平成26年）に丹後絹織物最低工賃が改正され、後染め織物では平均14.4パーセント、西陣帯などの先染め織物では平均45パーセント、引き上げられた。2020年に迎える丹後ちりめん創業300年の事業実行委員会では、若い世代が産地のプロモーションにつながることを期待し、学生と事業者の協同による商品開発に取り組んでいる。
2008年（平成20年）に「丹後・知恵ものづくりパーク」内に移転した京都府織物機械金属振興センターでは、これらの課題に対して、技術相談や人材育成のための研修会を実施するとともに、丹後織物のブランド化事業や、炭素繊維の研究、デザインソフトによる図案集の作成など、様々な研究開発を行い、事業所への技術移転につなげる取組を行っている。

#### 現代の取組

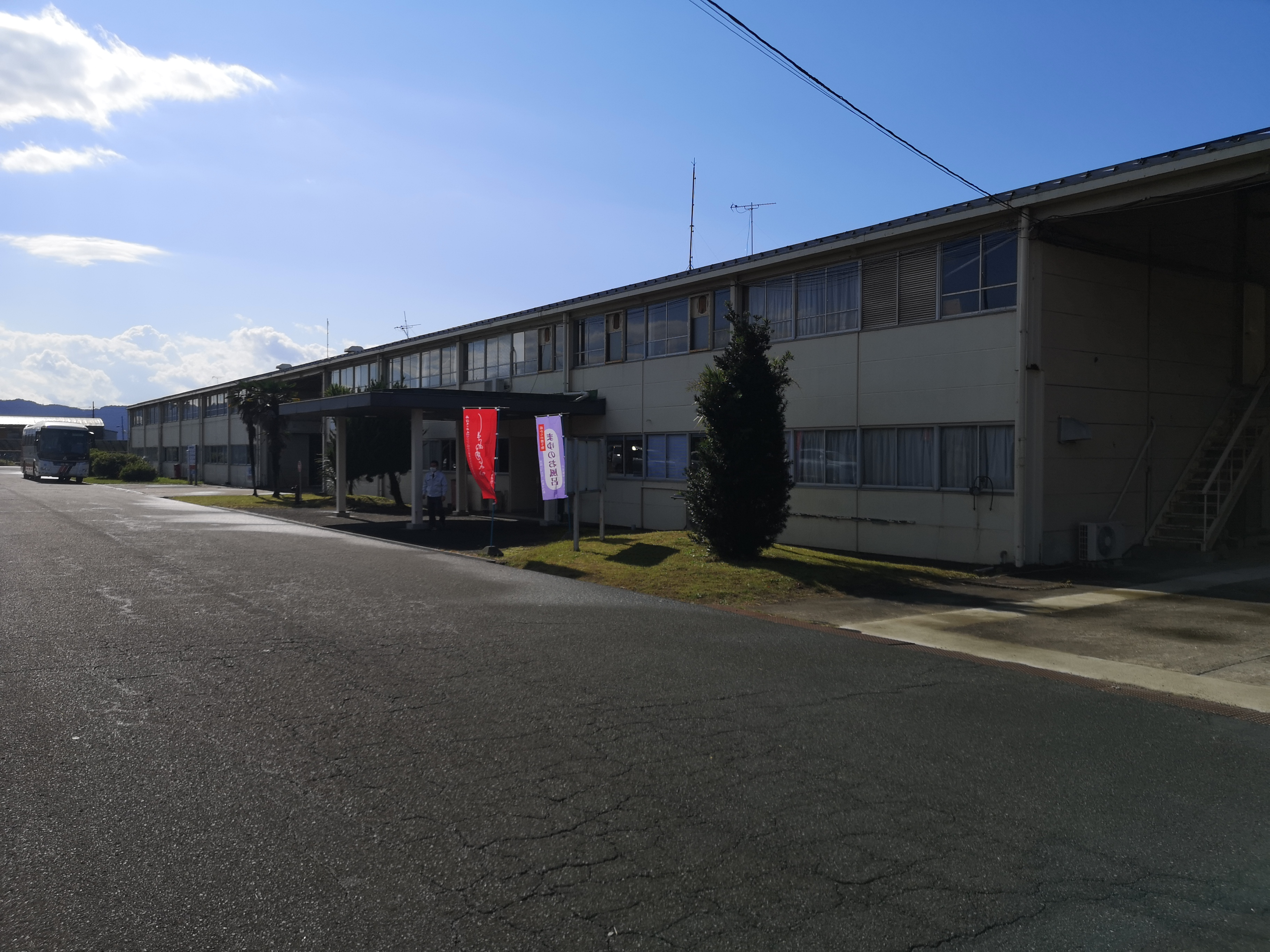
丹後織物工業組合中央加工場

丹後ちりめんの技術は、和装だけでなく洋服の生地やスカーフ、ネクタイ等の小物、インテリアなどにも活用されている。組合は精練のほかに、絹織物の欠点を補い付加価値を高める様々な加工を担い、素材の開発もすすめている。研究は、摩擦に強いハイパーシルク加工やポリエステル縮緬の開発など多様な分野に及び、京丹後市も、植物などを原料とし、地中で還元されるバイオフロント糸を使用する織物開発等に補助を行っている。2010年（平成22年）11月14日、アジア太平洋経済協力会議（APEC）で、出席した各国首脳の夫人らが着用したコシノヒロコ意匠のガウンドレスは、バイオフロント糸と絹糸に撚糸技術を施して製織した丹後ちりめんである。
現在、丹後ちりめん業界では、現代的なデザインで統一ブランドを作り、各織物業者のオリジナル製品を統一の規格で世界に発信するための商品開発を行っており、スカーフ製作については、2017年（平成29年）から年数回、パリで有名ブランドのデザインを手がけた実績あるプロデザイナーのマチルダ・ブレジョンの指導を受ける。ブレジョンは、丹後地域の織物業者を1軒ずつ訪れて各々の特徴を活かしたデザインや色使いや形状について助言を行い、スカーフの大きさを120センチメートルにするなど、パリの消費者に好まれる製品の開発を目指している。
パリでの丹後ブランドのスカーフの販売は、2018年（平成30年）初旬に開始された。
2018年に新ブランド「TANGO OPEN」創設。丹後の地名アピールと「GO OPEN」には、はじまりと丹後から世界へそして世界から丹後への双方向のコミュニケーションの意味が込められている。ブランドのロゴには・マークデザインには黄金比と白銀比から作図された四角には布と扉を、「／」には旦の字をモチーフにしている。
2020年（令和2年）現在、着物研究家のシーラ・クリフを丹後織物工業組合のアンバサダーに迎え、同年創業300年を迎えた丹後ちりめんを国内外に広める活動を行っている。その模様が、2020年（令和2年）10月、NHK総合テレビジョンの『世界はほしいモノにあふれてる』で「京都 KIMONOスペシャル」として放送された。

## 民俗

### 養蚕

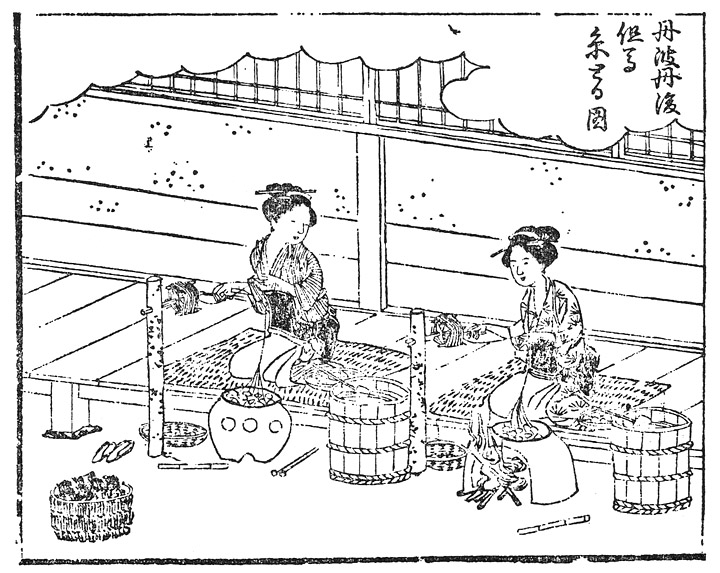
丹後・丹波・但馬地方の江戸時代以前における糸繰り（上垣守国著『養蚕秘録』より）

江戸時代末期、丹後産の生糸はあまり上質ではなく、佐藤信淵が1827年（文政10年）に刊行した『経済要録』では「丹後織等の如きは外見美なりと雖も破易きもの多し」と指摘されている。そのため、丹後ちりめんの品質の維持・向上には、良質とされた奥州福島産の生糸が用いられてきた。ちりめんの原材料である生糸を得るための養蚕は、長年様々な飼育法が試みられてきたが、確立したのは明治期の終わり頃、丹後地方では華氏70度前後を保つ折衷育がもっとも適しているとして普及した。他の地方の製糸業では、器械を利用した工場による大規模経営に移ろうかという時期であったが、丹後地方においてはまだ養蚕と製糸の分業は進んでおらず、養蚕家が自ら育てた繭を自宅で糸にする旧来の体制がとられており、大正時代には「カイコサンを飼わなんだら、百円札がおがめなかった」と言われたほど、農家にとって重要な収入源であった。

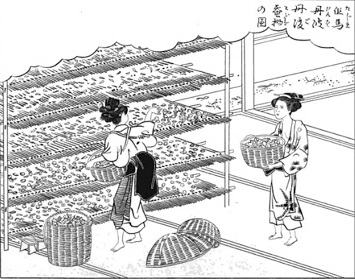
丹後・丹波・但馬地方の江戸時代以前における養蚕の様子（上垣守国著『養蚕秘録』より）

蚕の飼育期は地域により差があるものの、春は5月上〜中旬から、夏は7月下旬から、秋は9月中旬からの年3回で、蛾が卵を産み付けた種紙を購入し、それを孵化させるところから、繭を得るまでに1か月余りを要した。1反の着物地に必要な生糸は約900グラムで、2600粒の繭から作られ、それだけの繭を得るための蚕を育てるには、98キログラムの桑の葉を必要とした。蚕を飼う部屋は蚕室といい、母屋の座敷がこれにあてがわれた。家中の畳をあげていっぱいに蚕棚をつくった。養蚕の間は、2時間おきに4時間の作業を要したため、人は夜でも蚕の世話をしながら蚕棚の間でうたたね寝する、ほぼ不眠不休の暮らしぶりであった。桑畑の世話は家内総出で行ったが、蚕の飼育はおもに女性の仕事だった。
繭から生糸をとるには、熱湯で繭を煮て、繭の糸口6–8個を座繰で1本の生糸にした。これを木の小枠に巻き取り、さらに大枠に再度巻き返して綛にした。屋内で大量の熱湯を沸かすため、養蚕を行う農家は平屋でも現代の一般的な住居の2–2.5階に相当する高さの吹き抜けや高窓を備えた造りであった。与謝野町加悦の重要伝統的建造物群保存地区「ちりめん街道」には、現在もその面影を残す民家を見ることができる。
なお、2018年（平成30年）現在、京都府内の養蚕農家は福知山市の2軒のみとなっており、丹後地方で養蚕を行う農家はなくなった。

### 信仰
蚕は病気にかかりやすく、養蚕は安定した収益を期待できる産業ではなかった。農家には、ネズミなど蚕や繭に害をもたらす天敵もいた。そのため、豊蚕を祈る予祝行事など、さまざまな養蚕信仰が生まれた。これらは養蚕農家の減少に伴い、1935年（昭和10年）頃から徐々に行われなくなり、現在はほとんど行われていない。
予祝行事
2月最初の午の日に各家庭で繭玉を作り、村の稲荷神社などに供えて豊蚕を祈った。繭玉は、繭団子、蚕団子などとも称し、米粉で繭を模したものだった。
ネズミ除け信仰
養蚕の神である豊受大神を祀る藤社神社（峰山町鱒留）や、猫地蔵（網野町切畑）の拝殿や祠、地蔵の周辺には、「お猫さん」「猫石」等と呼ばれる石が置かれ、これを1つ持ち帰って蚕室に置くと、ネズミが出ないと伝えられている。藤社神社、比沼麻奈為神社（峰山町久次）、籠神社（宮津市）など、養蚕に関係する神をまつる神社に参拝してお札をもらい、蚕室に貼ったりもした。
養蚕の神仏への参拝
神道においては豊受大神や、機神の祖神とされる天羽槌雄命が祀られ、仏教では西光寺（加悦町）に貧しい人々に衣服を織って与える馬鳴菩薩が現存している。
縮緬奉納
加悦谷では、織手が技術向上や難物が出ないことを祈り、織りあげたちりめんの一部を最寄りの稲荷神社に奉納した。
一方、機業にまつわる祭事は現在も盛んに行われており、4月下旬の土日に与謝野町のほぼ全域で行われる「加悦谷祭」、5月3・4日に三河内地区で行われる「三河内曳山祭」は、いずれも江戸時代から丹後ちりめんの発展とともに形作られ、今日に至っている。

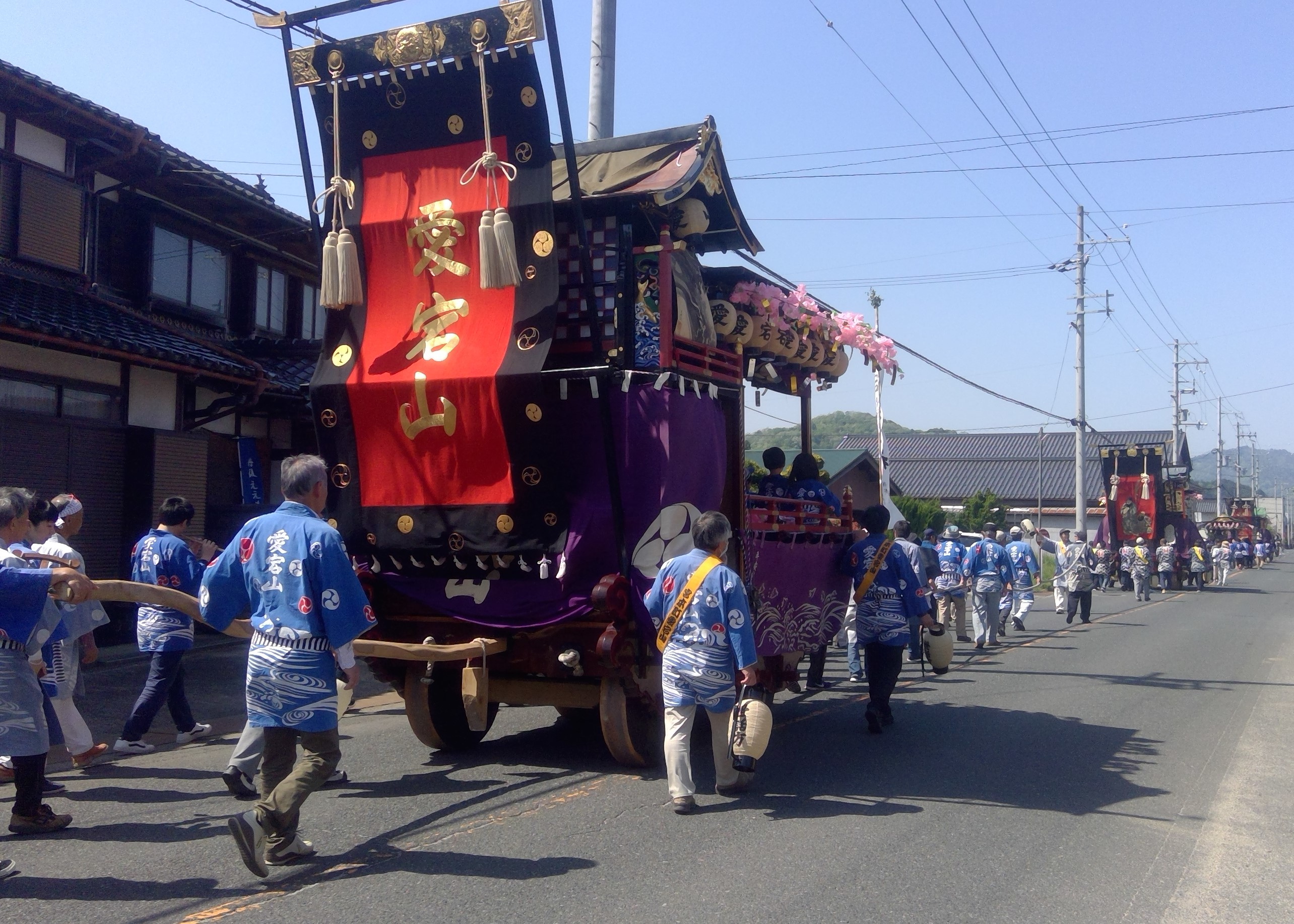
加悦谷祭りの祭礼行事のなかの旧加悦町地域、愛宕神社の祭礼の巡行

加悦谷祭
毎年4月に行われる与謝野町最大規模の祭礼で、町内数十カ所で同時に開催する。神楽の渡御が中心で、地区によってちがいがあるが、伊勢太神楽系の獅子神楽や太刀振り、子供屋台とも称される太鼓屋台や芸屋台などがみられる。府登録無形民俗文化財となっている後野地区宮本町の「愛宕山子ども歌舞伎」には、滋賀県長浜の曳山祭りとの類似点も多い。この宮本町の子ども歌舞伎は1962年（昭和37年）を最後に一度途絶えたが、1990年（平成2年）に28年ぶりに復活を遂げ、以後は隔年で奉納されている。2019年に行われた後は新型コロナウイルス感染症の流行により休止していたが、2024年に再開した。祭りの発祥は定かではないが、各地区の文献に残るいくつかの記録から、江戸時代中期の天明（1782年–1788年）から寛政（1789年–1801年）年間にかけて、ちりめんを通じて人の往来があった京都の祇園祭などから都市的な曳山行事が流入し、18世紀後半のちりめん好況により町が成熟した証として発展したと考えられている。かつては旧加悦町・旧野田川町の各村に鎮座する神社ごとに春や秋に行われていた各々の祭礼を、1887年（明治20年）頃に加悦区の天満神社の天神祭の祭日にあわせて4月24・25日に統一し、現在の「加悦谷祭り」となったもので、2001年（平成13年）からは4月最終の土曜日曜に行われている。

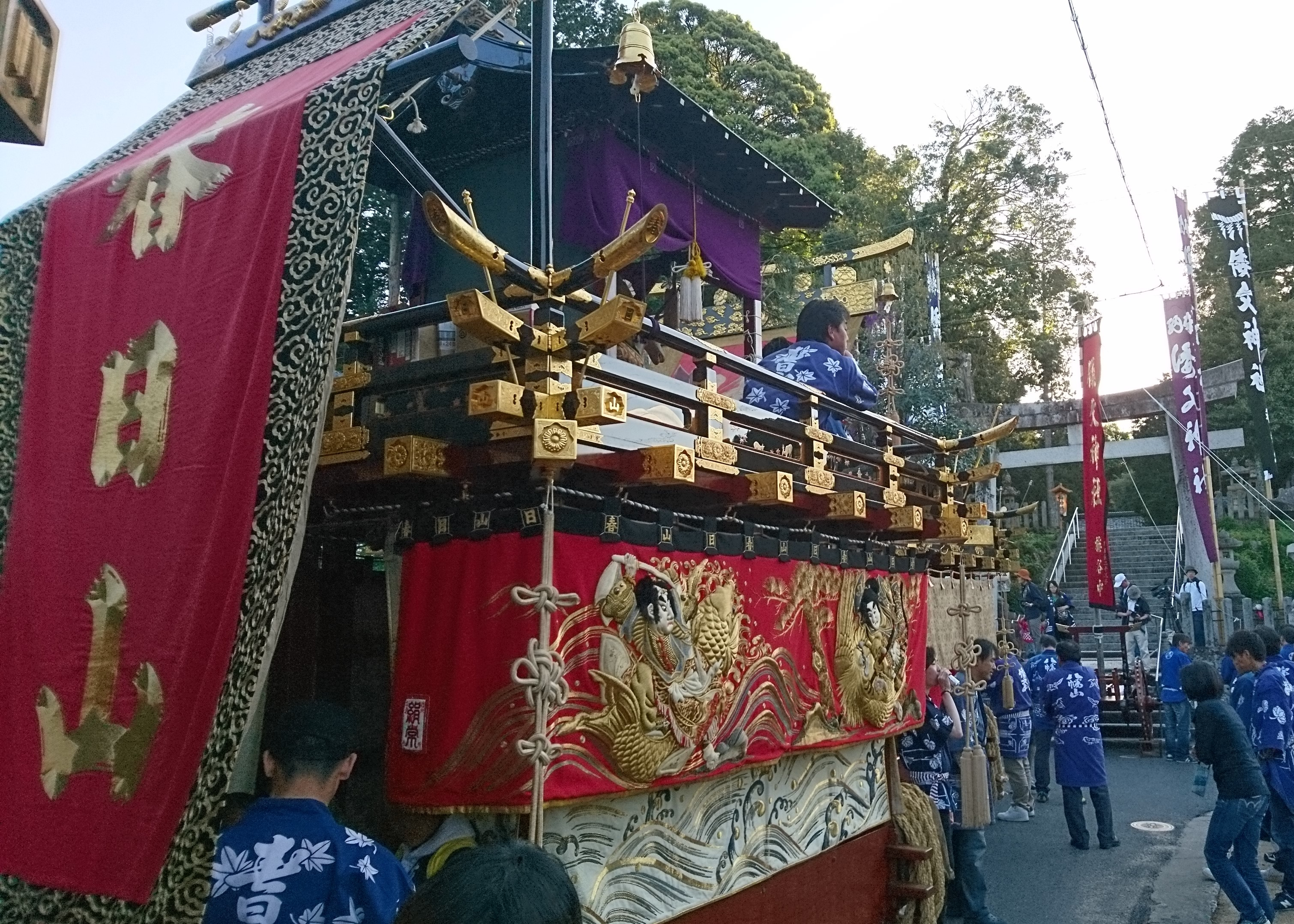
倭文神社の祭礼行事、三河内曳山祭

三河内曳山祭
織物・機業の祖神とされる「天羽槌雄命（アメノハヅチオノミコト）」を祭神とする倭文神社（しどりじんじゃ）の祭礼行事である。1755年（宝暦5年）旧暦の8月朔日に梅谷の「大幟」に始まり、「八幡山」「浦嶋山」「春日山」「倭文山」の4つの山屋台が順次作られ、神楽殿や太鼓台を加えて合計12基が春に巡行する現在の形になったのは明治期以降とされている。神楽は伊勢太神楽系とされる。昭和の頃までは加悦谷祭に含まれていたが、近年独立し、5月3日に宵宮、5月4日に大祭礼が行われるようになった。芸屋台もあり、芸屋台が巡行する年には山屋台の巡行は行われないのが慣例となっている。府登録無形民俗文化財。絹織物の見送り幕などで絢爛豪華に装われた曳山は、京都の祇園祭を彷彿とさせると評されている。
金色蚕糸神祭
加悦のちりめん街道にある実相寺で、毎年秋に行われる祭事。府内府外を問わず織物関係機関から多数の来賓を迎えて挙行されている。近年はちりめん街道を舞台に「着物が似合う」「着物で出かけると楽しい」をテーマに与謝野町商工会が主催する「きものでぶらり♪ちりめん街道」のイベントのなかで行われている。
蚕織神社祈願祭
織物産業の長期低迷の打開と今後の発展を願い、京丹後市と与謝野町の織物関係者で構成された「丹後織物禊（みそぎ）の会」を中心に、2012年（平成24年）から京丹後市網野町の蚕織神社で行われている祭礼行事。3月下旬に祈祷を行い、海に入って身を清めた後に製織した丹後ちりめんの白生地の反物を、京丹後ちりめん祭の日に奉納する。奉納ちりめんを製織する業者は、毎年くじで選ばれる。奉納されたちりめんは、染色や縫製も地元で行い、翌年の京丹後ちりめん祭の当日からおみくじ入れとして網野神社で販売される。

### まちおこし
丹後ちりめん祭り
京丹後市網野町の網野神社や丹後地域地場産業振興センター・アミティ丹後周辺でかつては毎年4月に開催され、2021年で70回目を数えた産業祭。織物業者による祈願祭のほか、新作発表や商談が行われると同時に、「丹後ちりめん小唄」の披露や丹後地方の織物展示、染色や養蚕の体験などが行われ、丹後ちりめんの歴史や文化を広く伝える機会となっている。また、静御前と花笠の女性たちが踊りながら町内を練り歩くパレードやステージショー、地元高校のパフォーマンス、うまいもの市など一般的なイベントも多く、一般市民が気軽に丹後ちりめんに親しむ機会となっており、日本遺産「丹後ちりめん回廊」の構成文化財のひとつに数えられている。京丹後市発足から2021年までは「京丹後ちりめん祭」の名称で、2021年の第70回より11月開催になったあと、2022年から現行の名称となった。
丹後きものまつり
2000年（平成12年）から毎年秋に、和装文化と観光のコラボレーションによる地域振興をめざして天橋立で開催されている。事前登録し、きものを着用することがまつり参加の条件となっているが、多くの特典が用意されており、毎年数百人〜1000人以上が参加している。開催年によっては、伊根町野村地区に伝わる伝統芸能の演舞が披露されるなど、地域の文化に親しむ機会ともなっている。
こまねこまつり
2016年（平成28年）から、京丹後市峰山の金刀比羅神社内に養蚕業者が建立した木島神社の狛猫にちなんだまちおこしとして毎年秋に開催されている。神社の周辺では狛猫をモチーフとしたグッズ、ランチ、スイーツが販売され、全国の猫ファンからの問い合わせもあるという。また、関連企画として、丹後ちりめんゆかりの史跡を巡る「こまねこウォーク」が春と夏に開催される。

### 民謡
1935年（昭和10年）6月、峰山町出身の田村しげるが作曲し、時雨音羽が作詞、東海林太郎、喜代三が歌った「丹後ちりめん小唄」が発表され、レコードが作製された。1956年（昭和31年）には宝塚歌劇団の花組公演「春の踊り」のなかで発表されている。「丹後ちりめん小唄」は、日本遺産「丹後ちりめん回廊」を構成する文化財のひとつに数えられる。このほか昭和期に作られた丹後ちりめんの唄には、野村俊夫作詞、古賀政男作曲で神楽坂はん子が唄った「貴方まかせ」や、藤浦洸作詞、田村しげる作曲、青木光一と奈良光枝や島倉千代子が唄った「ちりめんタンゴ」があり、京丹後ちりめん祭など丹後ちりめん振興の場で今日も歌い継がれている。
また、作者不明の「車廻し唄」「管巻き唄」「織手唄」などの「機屋唄」をはじめ、「桑つみ唄」「糸引唄」「糸繰唄」「糸紡ぎ唄」など、ちりめんの製織にまつわる労働歌が数多く残されており、機屋唄だけでも5000首はあると伝えられている。

### 機屋奉公と主婦労働

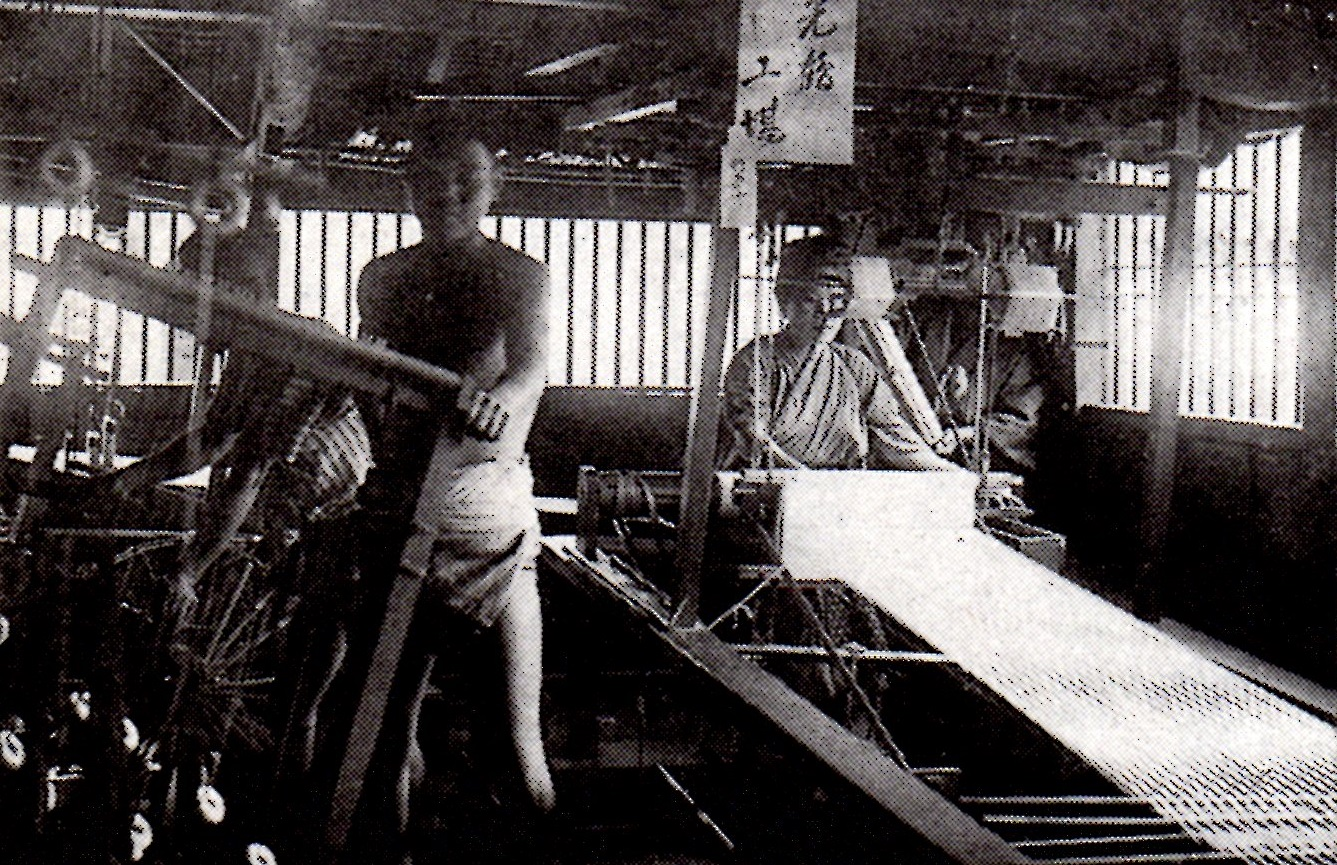
1907年（明治40年）に撮影された機屋の様子。車廻しと織手。

明治から昭和中期にかけて、丹後半島の沿岸部や上世屋などの山間部、但馬地方などから、未婚の子女が、加悦谷や峰山、網野などの丹後ちりめんの機屋に奉公し、多くは住み込みで丹後ちりめんの製織に携わった。比較的大規模な、織機30台以上を所有していた織物工場は、1925年（大正14年）の時点で8工場あり、与謝郡に1、中郡に3、竹野郡に4だった。職工の男女比は1:2で女工が多く、従事した仕事は男女で異なり、なかでも「車廻し（撚糸）」は男性の職工、「織手」は女工と決まっていた。女工は「今年来年上機先で、再来年から織手する」と唄われたように、織手になるまでには段階的に技術を習得することが求められた。大正期に加悦で機屋奉公をした女性の記憶によれば、工員は朝6時に起床し、朝食ののち7時から夜9時まで働き、見習いのうちは夜9時以降もランプ磨きなどの仕事があった。近代の紡績業の労働条件は一般に昼夜2交代制の12時間労働で、1か月の休日は1–2日だった。休憩時間は、線香が燃え尽きるまでの時間で計られた。厳しい製品検査で欠陥が見つかると、賃引といって給与から天引きされた。1897年（明治30年）に加悦町に生まれた詩人であり、自身も13歳から紡織工場で働き、28歳の若さで亡くなった細井和喜蔵は、著書『女工哀史』のなかで、機屋奉公の過酷さについて、「加悦の谷とはだれが言たよ言た地獄谷かや日も射さぬ」と詠っている。
大正時代から昭和にかけては経営者の中には労働環境の改善に目を向ける者も現れ、1917年（大正7年）に株式会社となった加悦の西山機業場では、創業当初は14時間だった労働時間を12時間以内とし、浮いた2時間を工員の教育に充てた。奨励金や賞与の制度を設けて長期就労者を表彰し、株式会社設立に際しては優秀な職工や女工たちにも株を分配し、志気を高めた。伊根の筒川製糸工場でも、夕食後に和裁や華道、礼儀作法などを講師を招いて指導するなど、小学校を卒業してすぐに働きはじめる者が多い女工のための教育機会が設けられていた。峰山の行待織物工場では、5年精勤すると町から表彰され、10年勤めると嫁入り道具一式を用意してもらえたという。
1940年（昭和15年）、丹後織物工業組合は住民の医療福祉の充実を図るため、全額寄付によって財団法人丹後中央病院を設立し、理事長には組合の理事長でもあった古賀精一が就任した。丹後中央病院は現在も京丹後市の医療の中核を担っている。これに先立つ1938年（昭和13年）には、丹後縮緬健康保険組合も組織され、丹後機業就業者の健康保険制度が確立されている。地域一円の織物業者のみで結成した健保組合の成立は、日本初であった。
しかし、昭和40年代の黄金期においても、丹後ちりめん職人の労働環境は過酷で、家内工業で機を織る主婦は、朝7時から100ホンの騒音のなかで1日平均13–14時間機織りに従事した。1965年（昭和40年）の統計によると、丹後地方における妊娠中絶率は全国平均30.2人に対し、丹後町で113.7人、網野町で91.7人、大宮町で80.8人と多く、1968年（昭和43年）の調査でも全国ワースト1–3位を独占した。1962年（昭和37年）から行われた峰山保健所の調査では、1日の労働時間が9–15時間に及ぶ者が57パーセント以上おり、16–18時間働く者も8パーセント以上となっており、長時間労働が機業に従事する婦人の健康を損なっていた事態が明らかとなっている。

## 丹後ちりめんが生んだ近代化遺産

### 丹後ちりめん歴史館

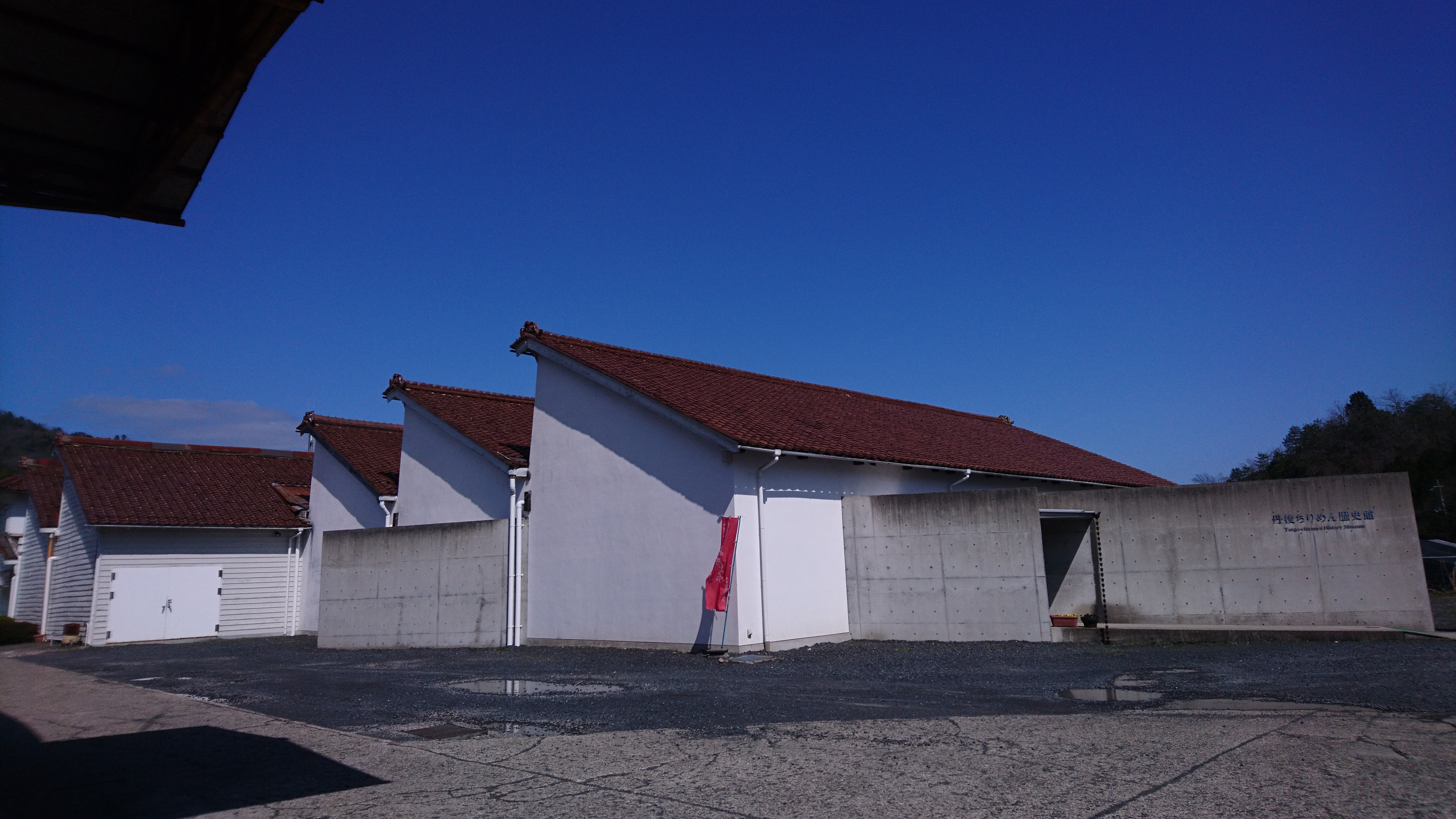
丹後ちりめん歴史館

昭和初期の織物工場跡地を活用した企業ミュージアム。無料で常時公開されている現役の丹後ちりめん製造工場であり、江戸時代からの八丁撚糸機や手機などの丹後ちりめんの歴史を物語る紡織器具や資料を展示する資料館でもあり、現代作家の作品等を展示するギャラリーを併設している。現代の絹製品も1000種以上展示し、帯ハギレ・ちりめん生地などの切売を行う直売所ともなっている。2017年4月、日本遺産「丹後ちりめん回廊」の構成文化財のひとつに認定された。
もともとは1903年（明治36年）に建設されたが、当時の建物は北丹後地震で倒壊し、1935年（昭和10年）に再建されていた。
歴史館への改築にあたっては、古民家再生で実績のある野井茂正が建築デザインを担当し、日本の産業遺産として希少とされる、ちりめん工場特有のノコギリ型の三角屋根が5棟連なった外観をそのまま残している。2004年（平成16年）、リフォーム・リニューアル&コンバージョン設計アイデアコンテストにおいて優秀賞を受賞した。

### 加悦鉄道

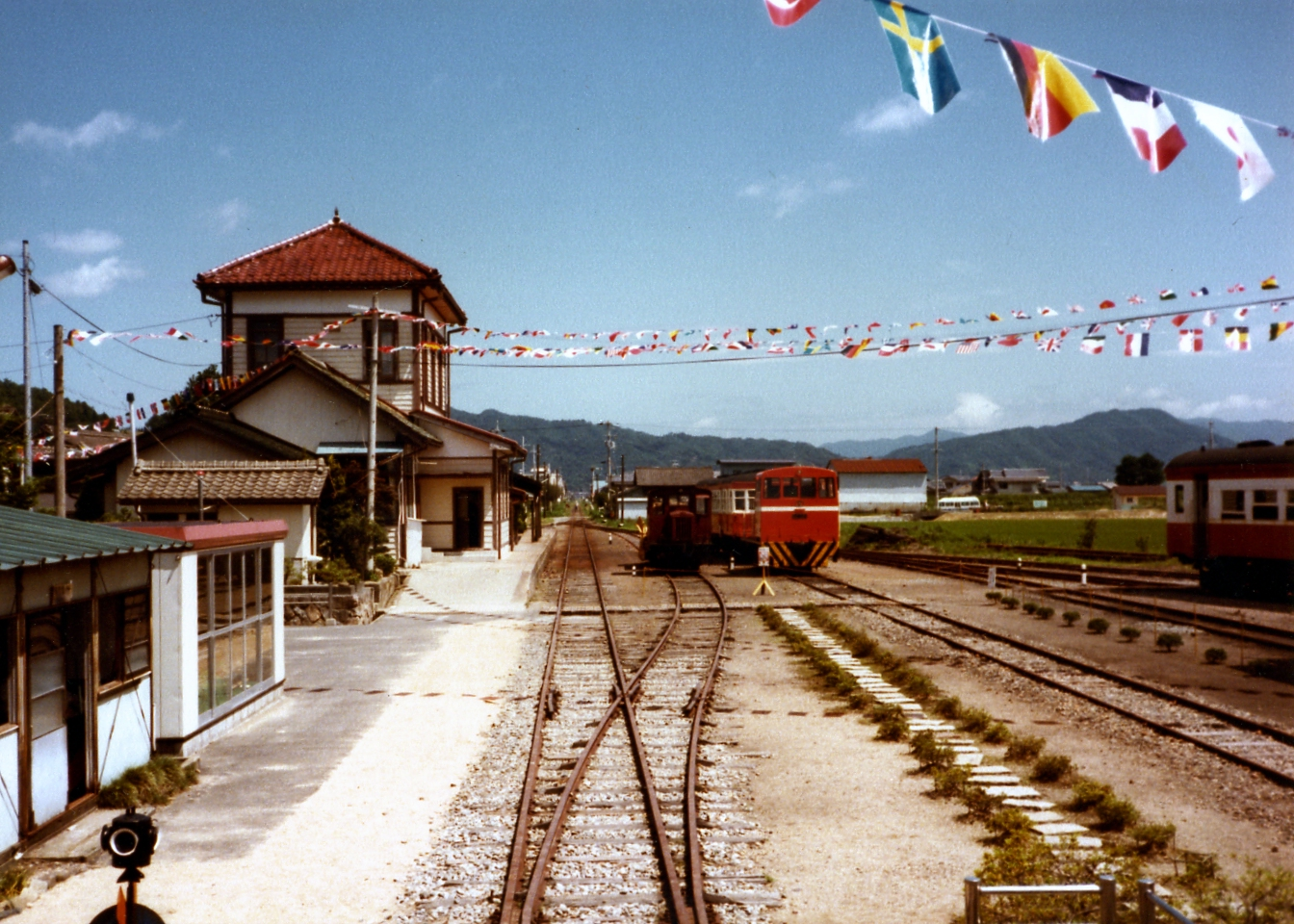
かつての加悦駅構内。加悦鉄道は1985年5月1日に全線廃止となり、現在その路線跡の大部分は遊歩道となっている。

山間部が連なる地形のために耕地に恵まれない加悦谷で、人々の暮らしを支えてきたのはひとえにちりめんだった。ちりめんは価格変動が激しかったため、大きな市場をもつ京阪神へ迅速に輸送することは産地にとって重要な課題だった。江戸時代には大江山を超えて飛脚が届けたちりめんは、1899年（明治32年）に阪鶴鉄道が福知山まで開通するとそこから先は汽車に乗り、1904年（明治37年）に官設鉄道が新舞鶴まで開通すると福知山ルートの他に、宮津から船で舞鶴へ行き、そこから汽車を利用する手段がとられた。
1892年（明治25年）に「鉄道敷設法」が公布されると、丹後一帯のちりめん業者が中心となり、丹後地方を山陰線の通過ルートとするよう熱心に誘致運動を行ったが、実現には至らなかった。1916年（大正5年）、京都府は国鉄の通らなかったこれら地域で、府費による測量を行った。宮津では丹後鉄道期成同盟会が組織され、早期実現を請願、1919年（大正8年）に舞鶴から宮津・峰山を経て豊岡に至る今日の宮津線ルートが着工したが、ここでも加悦谷の機業の中心地である南部6カ村を通過することはなかった。加悦谷地域のちりめん業者は粘り強く交渉を続け、1921年（大正10年）には「京都府山田ヨリ兵庫県出石ヲ経テ豊岡ニ至ル鉄道（山豊線）」建設案が衆議院本会議で可決されたものの、貴族院の反対により不成立となる。さらには1922年（大正11年）、鉄道敷設法の改正によりついに山豊線が官営鉄道の候補にあがり、測量が行われたが、1923年（大正12年）9月1日の関東大震災で保管されていた現地測量図や関係資料の一切が失われたことで、計画は白紙に戻されてしまう。再検討後の鉄道敷設計画では加悦まで鉄道が来ないことを知った地元住民は、鉄道省に請願して経験のある技師を派遣してもらい、線路の延長距離とかかる経費を算出させた。その結果、総工費見積額は343,894円、車輌や軌条を鉄道省払い下げの中古品で賄えば25万円で全長5.3キロの鉄道建設が可能という結論を得ると、町民823名が出資して、資本金30万円（現在の価値で約1億8200万円）の加悦鉄道株式会社を設立した。1926年（大正15年）3月27日に工事契約が成立、待ち望まれた鉄道は4月10日の着工からわずか数か月で完成し、12月5日に開通した。後年には大江山のニッケル鉱山から鉱石を運んだことで知られるようになる加悦鉄道だが、もともとは丹後ちりめんの出荷のために建設・運行したものであった。
加悦鉄道の建設は、近世以来の加悦の町並みに初めて近代的な都市計画がもたらされた最初の事業であり、多額の固定資産を要する事業を基本的に住民の手だけで成し遂げたという2点において、町の歴史のなかで特筆すべきこととして伝えられている。
鉄道開通からわずか3か月後の1927年（昭和2年）3月7日、丹後地方はマグニチュード7.3の北丹後地震に見舞われ、各地で壊滅的な被害を受ける。開通したばかりの加悦鉄道も例外ではなく、岩屋地区から宮津市府中地区までの「山田断層」の北側が最大70センチメートル隆起し東へ80センチメートル移動した影響で、駅舎の倒壊や線路築堤の陥落が発生し、電話線の電柱は全線にわたり傾き、鉄道員2名の死者もでた。復旧には1万7千円を要したが、ただちに行われ、6日後には運行を再開して、救援物資の輸送に大いに貢献した。
加悦鉄道は、各地から中古車両をかきあつめて運行されたため、今日では希少な車輌が多く使われ、残されている。当時の駅舎や蒸気機関車が日本遺産「丹後ちりめん回廊」を構成する文化財のひとつに数えられ、1873年（明治6年）に製造された日本で2番目に古いとされる蒸気機関車（2号蒸気機関車。旧123号）は、2005年（平成17年）に車暦簿（機関車台帳）とともに国の重要文化財に指定された。近年では、映画『海賊とよばれた男』の撮影にも使用された。

### 桜山荘

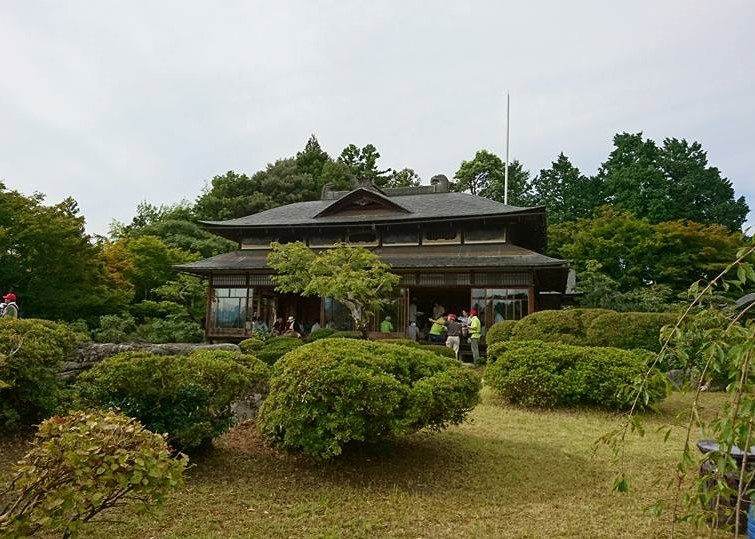
丹後ちりめんで富を築いた吉村家の別荘「桜山荘」

峰山町菅の桜山山頂にある機業家・吉村家の別荘で、2018年（平成30年）5月に、街中にある吉村家住宅ともども日本遺産「丹後ちりめん回廊」の構成文化財に追加認定された。
吉村家は屋号を「丹後屋」と称し、1872年（明治5年）頃に創業を開始した老舗の機業家である。明治後期から大正期の3・4代目の吉村伊助の時代に大きく躍進し、「縮緬王」とうたわれた。なかでも、4代目伊助は峰山町長や丹後織物商組合長を兼任、上水道の建設や峰山地域への鉄道の開通など公共事業の発展に尽力し、地域産業の発展と近代化に影響を与えた。
桜山荘は、1919年（大正8年）、4代目伊助が人材の養成と社会救済を目的として設立した吉村財団の活動拠点として、山を切り開いて建築した別荘で、「財団の発足、郷土振興ひいては国策等、重要な画策の多くも、ここで行われた」と伝えられる。1930年（昭和5年）頃に当地を訪れたとみられる与謝野鉄幹・晶子夫妻も立ち寄り、書画を残している。
建物は京都の大工・山田七蔵の手によるもので、書院造りと数寄屋造りが融合した独特な外観が特徴的である。周囲の山並みを借景とする庭園は、同じく京都から招かれた造園師・本井庄五郎の手によるものである。桜山荘は、職人の高度な技術と上質な材料を見ることができる近代和風建築として評価され、現在も創建当時とほぼ変わらない姿で維持されている。峰山町内に壊滅的な被害をもたらした北丹後地震にも耐えたことから、大工の山田七蔵は震災後の吉村家本宅の再建でも請われて腕を振るっている。なお、桜山荘は現在非公開となっている。